# Eisenerzgrube Füsseberg – Friedrich Wilhelm
Die Eisenerzgrube Füsseberg – Friedrich Wilhelm (auch Füsseberg oder Fuss genannt) war eines der wichtigsten Eisenerzbergwerke im Siegerländer Erzrevier. Sie erstreckte sich vom Daadetal bei Daaden-Biersdorf bis nach Herdorf in Rheinland-Pfalz. Sie entstand 1932 als Verbund aus den Gruben Füsseberg, Friedrich Wilhelm, Glaskopf und Einigkeit, sowie zahlreichen kleineren Gruben in der direkten Nachbarschaft. Zwischen 1942 und 1965 war sie die bedeutendste Grube des Siegerlandes. Mit ihrer Schließung im März 1965 endete der Erzbergbau im Siegerland. Die Anfänge der Grube reichen mindestens bis 1708 zurück, so dass über 300 Jahre Bergbaugeschichte dokumentiert werden kann.

## Geschichte Vorläufergruben

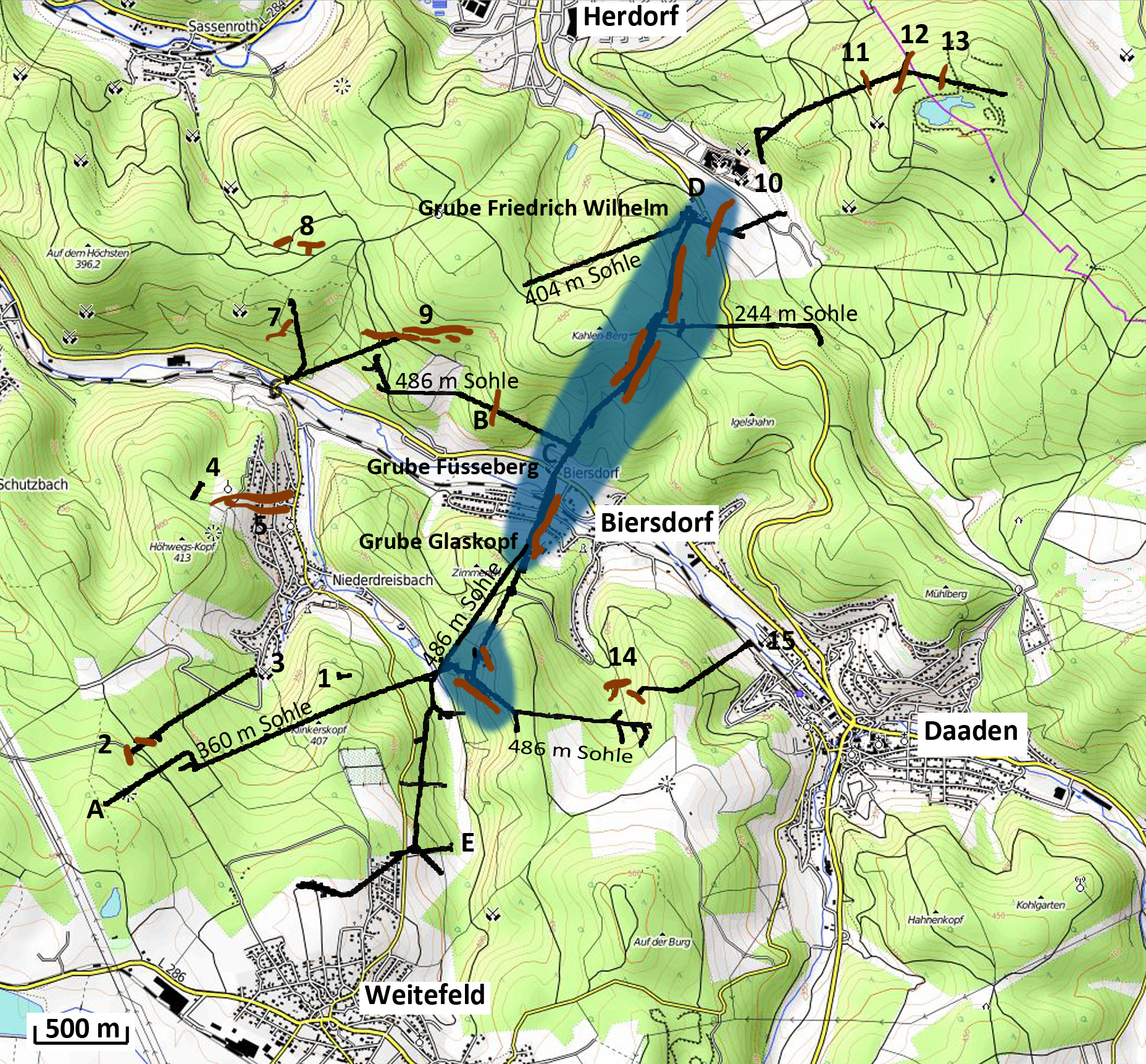
Eisenerzgrube Füsseberg – Friedrich Wilhelm (blau eingefärbt), sowie benachbarte Gruben

Erster Bergbau und Verhüttung auf Eisen ist im Siegerland seit dem 2. bis 1. Jahrtausend v. Chr. bekannt. Bergbau zunächst auf Kupfer, später auf Eisen ist im Umfeld von Daaden seit dem 17. Jahrhundert belegt, sehr wahrscheinlich bestand er bereits im 16. oder dem frühen 17. Jahrhundert. Die ältesten Gruben waren Füsseberg und Florz (beide vor 1708), Friedrich Wilhelm und Ohliger Zug. Gefördert wurde Spateisenstein und im geringen Umfang Kupfererz. Die Gewinnung von Eisenerz durch moltern (graben nach Raseneisenstein und oberflächlichen Erzen) ist in der Region bereits seit keltischen Zeiten bekannt.

### Grube Füsseberg

#### 1708 bis 1837 – Gewerken als Eigentümer
Erstmals erwähnt wurde die Grube Füsseberg (auch Füchsenberg, Füßenberger Kupferbergwerk oder Underster Füßeberg genannt) 1708 als Kupfergrube. In einem Bericht an Herzog Johann Wilhelm von Sachsen-Eisenach wurde die Grube Underster Füßebergk 1708 als abgegangen bezeichnet, aktiver Bergbau bestand also in den Jahren davor, Kupferabbau war aber nicht mehr rentabel. Als Eisenerzgrube im Daatetal wurde in diesem Bericht nur die Ohligskaude (später: Grube Ohliger Zug) vermerkt. Um 1742 hatte sich die wirtschaftliche Lage grundlegend gebessert, der Kupferbergbau Unterste Füchsenberg wird als in großer Ausbeute, der Oberste Füchsenberg als in Zubuße beschrieben. Für 1780 wird Füsseberg als eine der vier wichtigsten Eisensteingruben im Amt Friedewald aufgeführt (neben den Gruben Ohliger Zug, Florz und Glaskopf). Am Ende des 18. Jahrhunderts wurden die Grubenfelder von Gewerken mit geringer Mitarbeiterzahl ausgebeutet.
So waren 1799 auf dem der Altmalscheider Gewerkschaft gehörenden Füßenberger Kupferbergwerk ein Steiger, drei Hauer und zwei Schmiede beschäftigt. Die Grube erwirtschaftete im Quartal 2052 Gulden und 48 Kreuzer und gab 2093 Gulden aus, machte also Verlust. Zwei Jahre später hatte sich die Situation nur unwesentlich gebessert: im November und Dezember 1801 wurden 21,25 Zentner Kupfer verkauft, für 1445 Taler. Es arbeiteten jetzt 4 Hauer fest, sowie 2 gelegentlich mithelfenden Hauer, im Quartal wurden diesen 656 Schichten abgerechnet, was den Wert von 1799 (245 abgerechnete Schichten im Quartal) fast um das Dreifache überstieg. Die festangestellten Hauer fuhren alle Doppelschichten. Der Grubenbesitz wurde wie folgt angegeben: „drei Pompen, zwei Kübel, zwei Kratzen, drei Keilhauen, 52 Bohrer, elf Kisten, elf Lichter, neun Füllfaesßer, drei Schneidhaemer und eine Schnizbank“.
Vor 1800 gab es bereits eine eigene Hütte (Biersdorfer Hütte) zur Verarbeitung der Erze in Biersdorf, zudem zwei weitere Hütten im benachbarten Daaden (Daad Hütte und Kupfer Hütte).
Die Grube lag bis 1815 in der Grafschaft Sayn-Altenkirchen, in der ein striktes Ausfuhrverbot für Eisenstein festgeschrieben war. Danach ging die Grafschaft in Preußen auf, welches auch die Freiheit des Warenverkehrs einbrachte. Ab dem 26. Mai 1818 wurde deshalb das 440 Jahre bestehende Verbot des Exportes von Eisenstein in benachbarte Grafschaften aufgehoben, was zu einer deutlichen Belebung des Bergbaus führte. Nach 1828 erfolgte dann auch eine Auflösung des Repartitionsverbandes der Hüttengewerke, dadurch wurde die zuvorige Festlegung auf eine kleine und begrenzte Zahl von Hüttenwerken in der Grafschaft aufgehoben und der Bergbau weiter aktiviert.

#### 1837 bis 1871 – Frühe Industrialisierung
Im frühen 19. Jahrhundert erfolgte die Konzentration auf den Abbau von Eisenerz, die industrielle Revolution verlangte nach Eisen. Ab 1837 änderte sich die Eigentümerstruktur, die Grube wurde nicht mehr durch kleine Gewerke, sondern durch finanzstärkere Montanunternehmen betrieben. Die Füsseberger Grubenfelder wurden an die englische Bergwerksgesellschaft German Mining Co. verkauft, die zudem weitere Grubenfelder des nördlich angrenzenden Gebietes erwarb.
Die German Mining Co. war kurz zuvor – am 2. Mai 1836 – als Aktiengesellschaft nach britischem Recht gegründet worden. Firmensitz war London, Anteilseigner waren ausschließlich Engländer. Ihr Ziel war die Exploration, also die Suche nach neuen Abbaumöglichkeiten für Erze und der Betrieb vorhandener Bergwerke in Deutschland. Hauptanteilseigner mit ca. 20 % war der Bergbauingenieur Henry Mancur (* ca. 1790 – † 26. Februar 1844), der seit 1811 aktiv im Bergbau Erfahrungen gesammelt hatte und in dieser Zeit zahlreiche Gruben leitete, insbesondere in den englischen Grafschaften Cornwall, Wales, Staffordshire, Lancashire und Cheshire.
In den 1830er- und 1840er-Jahren zählte die German Mining Co. zu den großen in Deutschland tätigen Bergbaugesellschaften. Es wurden über 200 Bergwerke betrieben, vor allem im Siegerland (Eisenabbau), im Lahn-Dill-Gebiet (Eisen-, Kupfer- und Bleiabbau), im östlichen Taunus (Blei-, Silber- und Kupferabbau) sowie in Rheinland-Pfalz (Quecksilberabbau).
Im Jahr 1837 wurden zudem etliche Gruben im Umkreis von Füsseberg aufgekauft, so auch die Grube Bindweide.
Die rasche Expansion der German Mining Co. führte bald zu finanziellen Schwierigkeiten, bereits 1841 und nochmals 1842 mussten deswegen neue Aktien ausgegeben werden.
Der Verkauf neuer Anteilsscheine reichte jedoch nicht aus, um die Kosten und Kredite zu bedienen, so dass in einer Versammlung von Anteilseignern am 27. Juli 1846 die Anweisung der Eigentümer an die Direktoren erging, Firmenanteile und Bergwerkseigentum zu veräußern. Kurz darauf wurden bereits in etlichen Bergwerken die Löhne zurückgehalten oder gar nicht mehr ausgezahlt. Es kam zu ersten Verkäufen von Bergwerken, so auch 1848 der Grube Füsseberg.
Ab 1848 verschlechterte sich die finanzielle Lage dramatisch, so dass am 16. März 1849 die German Mining Co. für zahlungsunfähig erklärt werden musste. Der nachfolgende Rechtsstreit durch verschiedene Instanzen vor Londoner Gerichten zog sich von Juli 1849 bis 1853 und endete mit der Bestätigung des Bankrottes.
Nach elf Jahren im englischen Besitz erwarb 1848 Theodor Stein, Generalbevollmächtigter der Firma Daniel Stein sen. Sohn aus Kirchen die Füsseberger und benachbarten Felder, sowie weitere Felder im Umkreis und vergrößerte und vereinheitlichte den Betrieb dadurch erheblich. Spätestens ab März 1848 waren auch die Industriebetriebe des Siegerlandes von der Märzrevolution betroffen, Hunger und Not der Arbeiterschaft führten zu Revolten.
Theodor Stein übernahm um 1848 auch die Grube Bindweide. Er sah zum einen die Notwendigkeit der Bildung größerer Grubenbetriebe voraus, damit der Abbau lohnend wird. Zum anderen schätzte er die Zugkraft einer künftigen Erschließung des abgelegenen Siegerlandes mit Eisenbahnstrecken richtig ein.
Ab 1860 wurde der Füsseberger Erbstollen begonnen und in nördlicher Richtung im Kahlenberg vorangetrieben. Er sollte der Wasserlösung der Gruben auf dem Florz-Füsseberger-Gangzug dienen. Im Folgejahr begann der Vortrieb des Florzer Erbstollens (später umbenannt in Kaiser Wilhelm Erbstollen). Bei allen Gruben auf diesem Gangzug wurde zu dieser Zeit nur Stollenbau betrieben, erste Schächte kamen erst deutlich später.
Mit der Teileröffnung der Strecke Deutz-Gießen wurde 1861 Herdorf an die Bahn angeschlossen. Erstmals gab es einen Eisenbahnanschluss in der Region, was schnell zu einer erheblichen Ausweitung bergbaulicher Aktivitäten führte. Im Besonderen kam es den Gruben in Bahnnähe zugute, so dass auch die Gruben Florz und Friedrich Wilhelm rasch profitierten. Die Erze der Grube Füsseberg mussten hingegen mit Pferdefuhrwerken über die 8 km lange Straße zur Bahnstation Herdorf gebracht werden.
Die zu Füsseberg gehörende Lagerstätte „Glückshafener Mittel“ wurde in dieser Zeit durch zwei Stollen vom Daadetal ausgehend erschlossen (Grube Ferdinand).
Ab Mitte der 1860er Jahre bekam der Bergbau durch die neue Bahnlinie enormen Auftrieb, bereits 1865 überrundete Füsseberg die benachbarte Grube Ohliger Zug mit einer Jahresproduktion von erstmals 5832 t, Ohliger Zug förderte da nur die Hälfte dieser Menge Erz (2635 t). Um 1867 hatte der Füsseberger Erbstollen die Glückshafener Mittel erreicht und konnte die Wasserlösung übernehmen. Durch die verkehrstechnisch ungünstigere Lage der Gruben am Südhang des Kahlenberges kam der weitere Ausbau jedoch ins Stocken. Erst 1885 erhielt auch Füsseberg einen eigenen Bahnanschluss über die neu gebaute Daadetalbahn.
Im Jahr 1871 betrug die Förderung 16.083 t, damit war sie nach Grube Friedrich Wilhelm (17.917 t im gleichen Jahr) die zweitgrößte Grube im Bergrevier Daaden-Kirchen.

#### 1872 bis 1932 – Industrialisierung

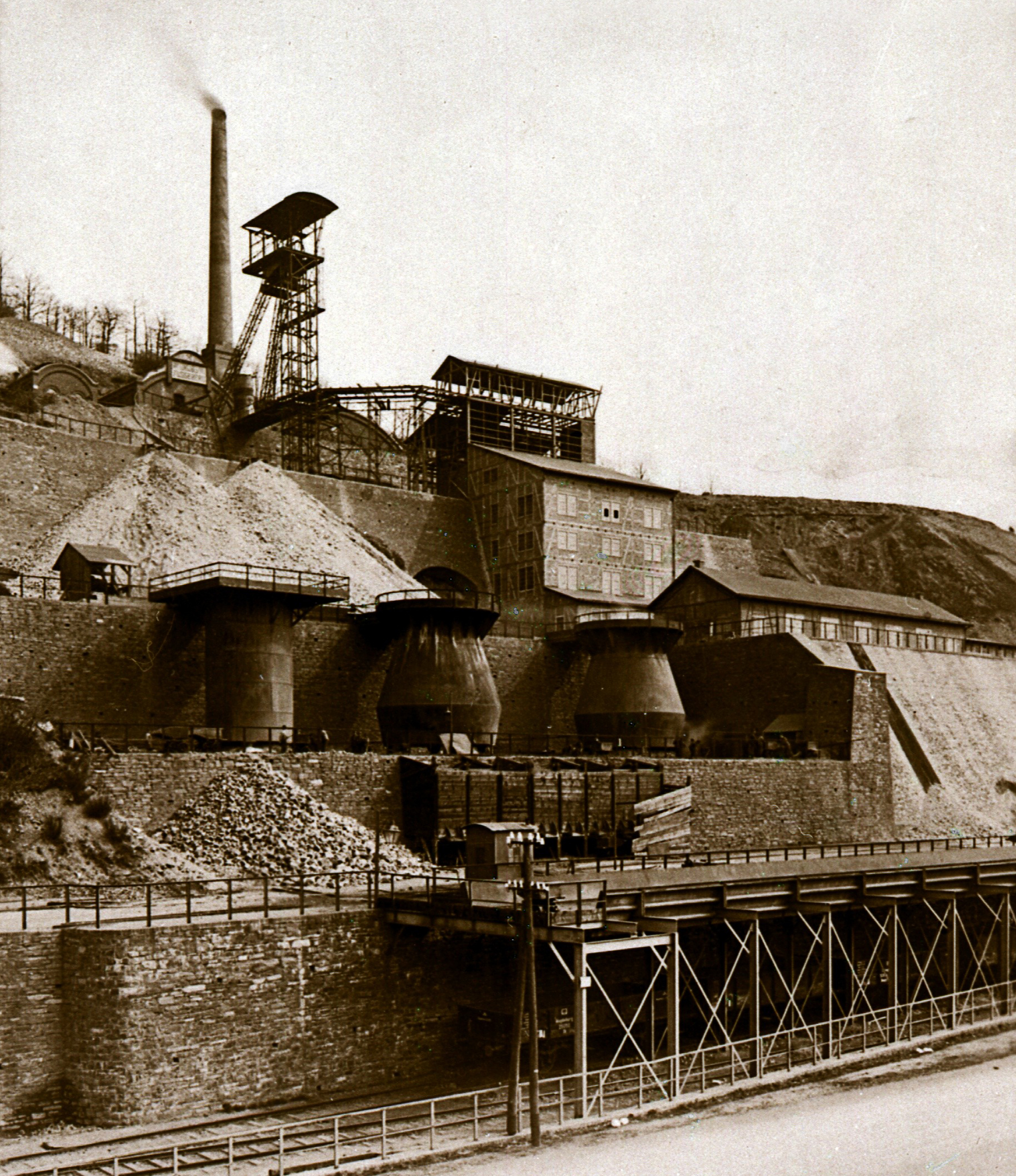
Füsseberg Erzaufbereitung 1913

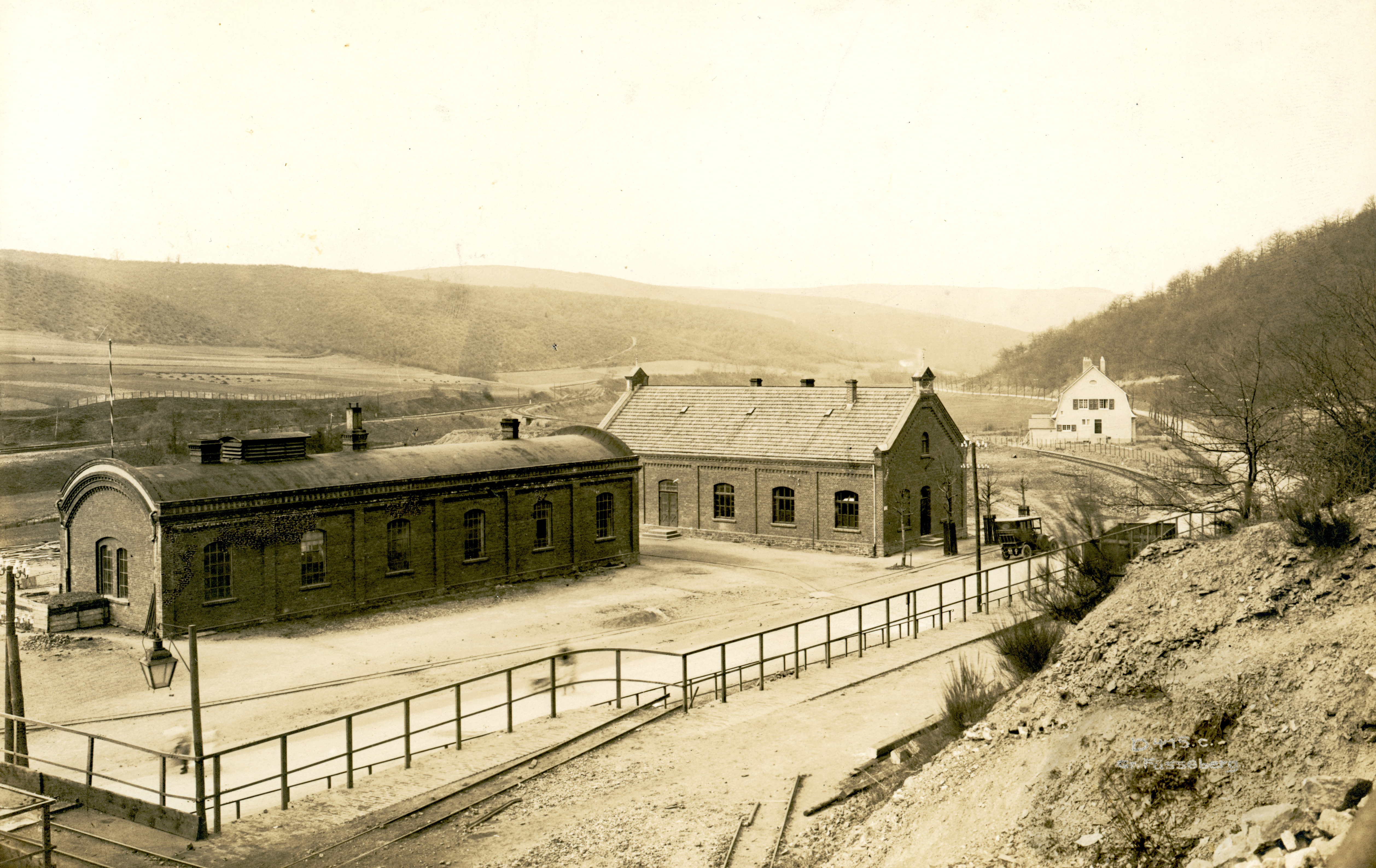
Füsseberg Betriebsgebäude 1913

Unter dem Eindruck eines schweren Grubenunglückes auf Grube Bindweide 1872 verkaufte Theodor Stein noch im gleichen Jahr seinen gesamten Grubenbesitz an Alfred Krupp, darunter auch die Felder der Grube Füsseberg (in der Literatur wird mitunter irrtümlicherweise das Jahr 1865 für den Verkauf von Füsseberg angegeben). Die Grubenfelder wurden der Krupp’schen Bergverwaltung unterstellt, der späteren Sieg-Lahn Bergbau GmbH. Jetzt waren große Teile der Erzvorräte zwischen Herdorf und Biersdorf in einer Hand und der Übergang zur industriellen Ausbeute der Erzgänge zeichnete sich ab. Die Gänge oberhalb des Füsseberger Erbstollens wurden durch mehrere Stollen aufgeschlossen, Tiefbau mit Schächten fand noch nicht statt. Der Bau der Daadetalbahn sorgte 1885 für den Anschluss von Biersdorf und damit indirekt auch Füsseberg an das Bahnnetz. Die ohne Schachtbau zugänglichen Erzvorräte waren jedoch nach 20 Jahren erschlossen und Verbleibendes war von zu geringer Qualität, daher wurde der Betrieb 1892 vorläufig eingestellt. Da sowohl die Füsseberger Grubenfelder, als auch die Felder von Friedrich Wilhelm zu Krupp gehörten, konzentrierte sich der Abbau vorübergehend auf die leichter zugänglichen Lagerstätten des Nordhanges des Kahlenberges (Grube Friedrich Wilhelm).
Die Grube Füsseberg wurde wenige Jahre später wiedereröffnet, um ab 1899 Tiefbau zu betreiben. Eine Dampfmaschine lieferte Energie für die Fördermaschine. Es wurden erste größere Tagesanlagen errichtet. Der heutige Schacht wurde zunächst auf 40 m, im Jahre 1902 auf 80 m und im Jahre 1908 auf 160 m abgeteuft. Ab 1907 wurde auch wieder die jährliche Fördermenge von 10.000 t überschritten, Füsseberg schloss mit 10.105 t Jahresförderung wieder zu den großen Gruben auf. Danach wurde die Förderung in großen Schritten gesteigert, 1917 waren es bereits 42.236 t.
Fasst man die gesamte Erzförderung aller Gruben auf diesem Gangzug zusammen (Gruben Glaskopf, Füsseberg, Einigkeit und Friedrich Wilhelm), so ergibt sich für 1900 eine Förderung von 90.904 t, verglichen mit den beiden damals größten Gruben des Siegerlandes (Storch & Schöneberg 298.707 t und Eisenzecher Zug 235.433 t, jeweils im Jahr 1900) noch eine geringere Menge. Dieses Verhältnis sollte sich erst 1942 mit der Erschöpfung der Lagerstätten auf den beiden großen Gruben umkehren.
Im Jahr 1908 wurde die Erzaufbereitung von Füsseberg mit einem Normalspurgleis an die Daadetalbahn angeschlossen. Im gleichen Jahr wurde die neun Jahre alte Dampf-Fördermaschine durch eine leistungsfähigere Dampfmaschine ersetzt, geliefert von der Germania-Werft in Kiel. Gegenüber dem Stollenmundloch entstanden neue Gebäude, die die Grubenverwaltung, eine Obersteigerwohnung und Werkstätten enthielten. 1913 kam eine Nassaufbereitung, ab 1915 eine elektromagnetische Aufbereitung.
Zwischen 1923 und 1929 musste die Grube wegen der Ruhrbesetzung und der starken Konkurrenz durch preisgünstige Auslandserze mehrfach vorübergehend stillgelegt werden.
Krupp erwarb 1927 die unmittelbar südlich gelegene Grube Glaskopf zur Erweiterung der Grube Füsseberg. 1932 wurden 60 benachbarte Grubenfelder von Krupp zu einer Betriebsgemeinschaft Füsseberg zusammengeschlossen. Da sich industrieller Bergbau vor allem auf großen Betriebseinheiten lohnte, fasste Krupp in einem nächsten Schritt die Gruben Füsseberg und Friedrich Wilhelm 1932 zu einer Verbundgrube zusammen. Die Verbindung wurde auch unter Tage durch einen Durchschlag zwischen der 486-m-Sohle Füsseberg mit der 494-m-Sohle Friedrich Wilhelm vollzogen.

### Gruben Glaskopf und Salome

#### Grube Glaskopf
Das Grubenfeld der Grube Glaskopf liegt westlich von Daaden bei Biersdorf und wurde für 1780 als einer der vier wichtigsten Gruben im Amt Friedewald erwähnt und 1842 neu verliehen. Es baute den gleichen Gangzug ab, wie die nördlich angrenzenden Gruben Füsseberg und Friedrich Wilhelm. Die Mächtigkeit des abgebauten Ganges betrug 0,5 bis 4 m. Der Abbau begann mit zwei Stollen. Ab 1877 wurde ein erster Schacht abgeteuft, der Querschnitt war 4,5 × 2,5 m. Bereits fünf Jahre später existierten zwei Tiefbausohlen bei 45 und 85 m. Die Fördermaschine wurde mit Dampf betrieben und konnte über ein 26 mm starkes Förderseil eine Geschwindigkeit von 4 m/s bei der Förderung erreichen. Im Jahr 1900 erfolgte die Konsolidation mit der benachbarten Grube Salome unter Beibehaltung des Namens Grube Glaskopf.
Durch einen 1927 erfolgten Tausch von Grubenfeldern zwischen den Vereinigten Stahlwerke AG als Eigentümer der Grube Glaskopf und Krupp als Eigentümer der Grube Füsseberg wurde Glaskopf Anfang der 1930er Jahre der benachbarten Grube Füsseberg zugeschlagen und ab den frühen 1930er-Jahren wieder in Betrieb genommen. Von Füsseberg ausgehend wurde auf der 486 m Sohle eine Verbindung zu dem Schacht der Grube Glaskopf geschaffen, dieser diente danach nur noch als Wetterschacht des Grubenverbundes, da die Erzvorräte von Glaskopf zu stark mit Quarz versetzt waren, um abgebaut werden zu können.

#### Grube Salome
Die Grube Salome bei Biersdorf bestand aus einer Konsolidation der Gruben Aquila und Jakobine. Sie baute einen 230 m langen Teil des Gangzuges ab. Im Jahre 1877 wurde ein erster Schacht abgeteuft.

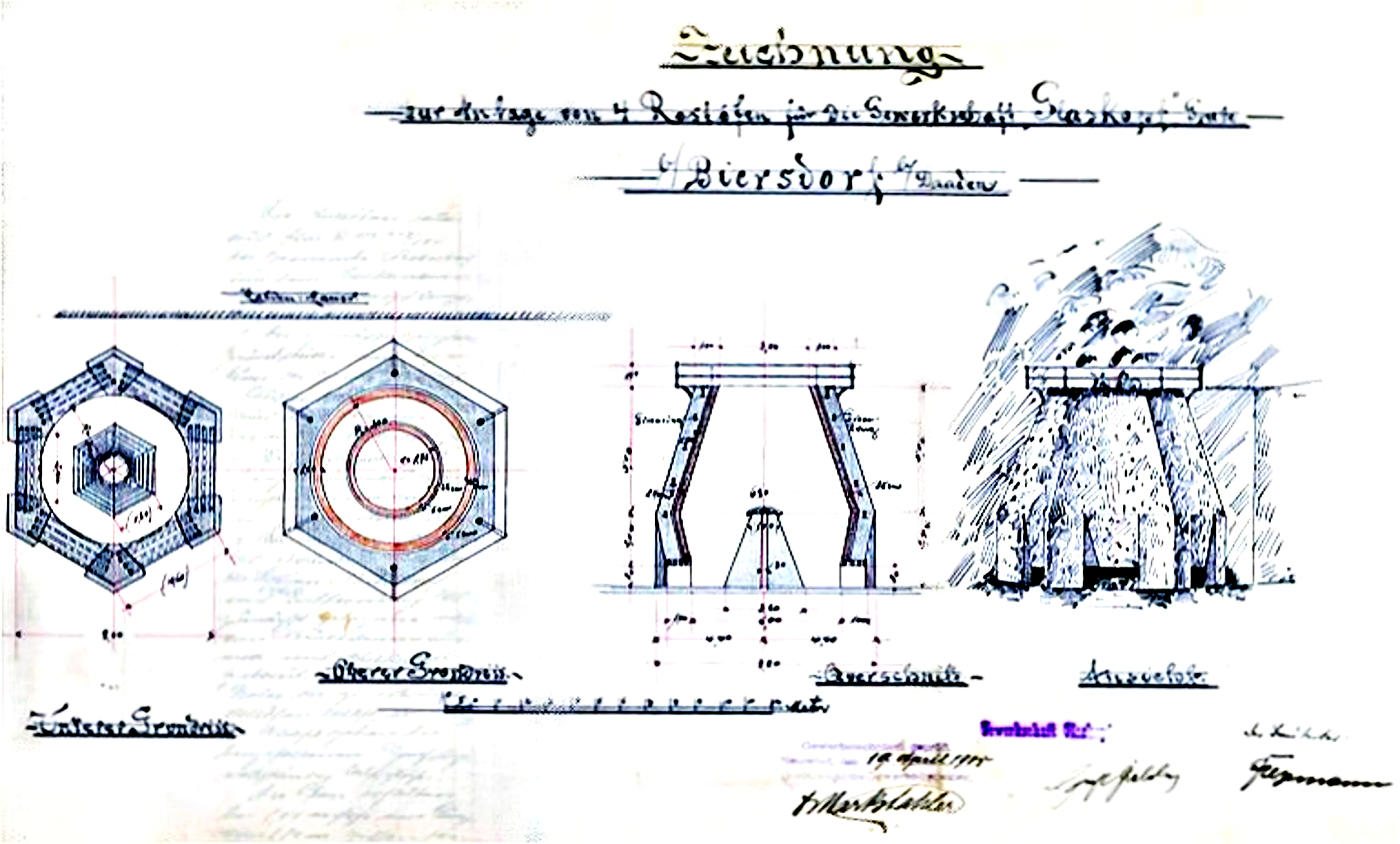
Plan des Röstofens bei Glaskopf

Ab 1905 wurde die Erzaufbereitung der Grube Glaskopf erneuert und vier 9 m hohe Röstöfen nahe dem Förderstollen errichtet. Ein Ofen (Lage) hat sich bis in heutige Zeit erhalten und stellt somit den letzten im Siegerland vorhandenen Röstofen dar. Nur zwei Jahre später wurde Glaskopf vorübergehend stillgelegt.

### Gruben Friedrich Wilhelm, Florz, Einigkeit und Zufälligglück

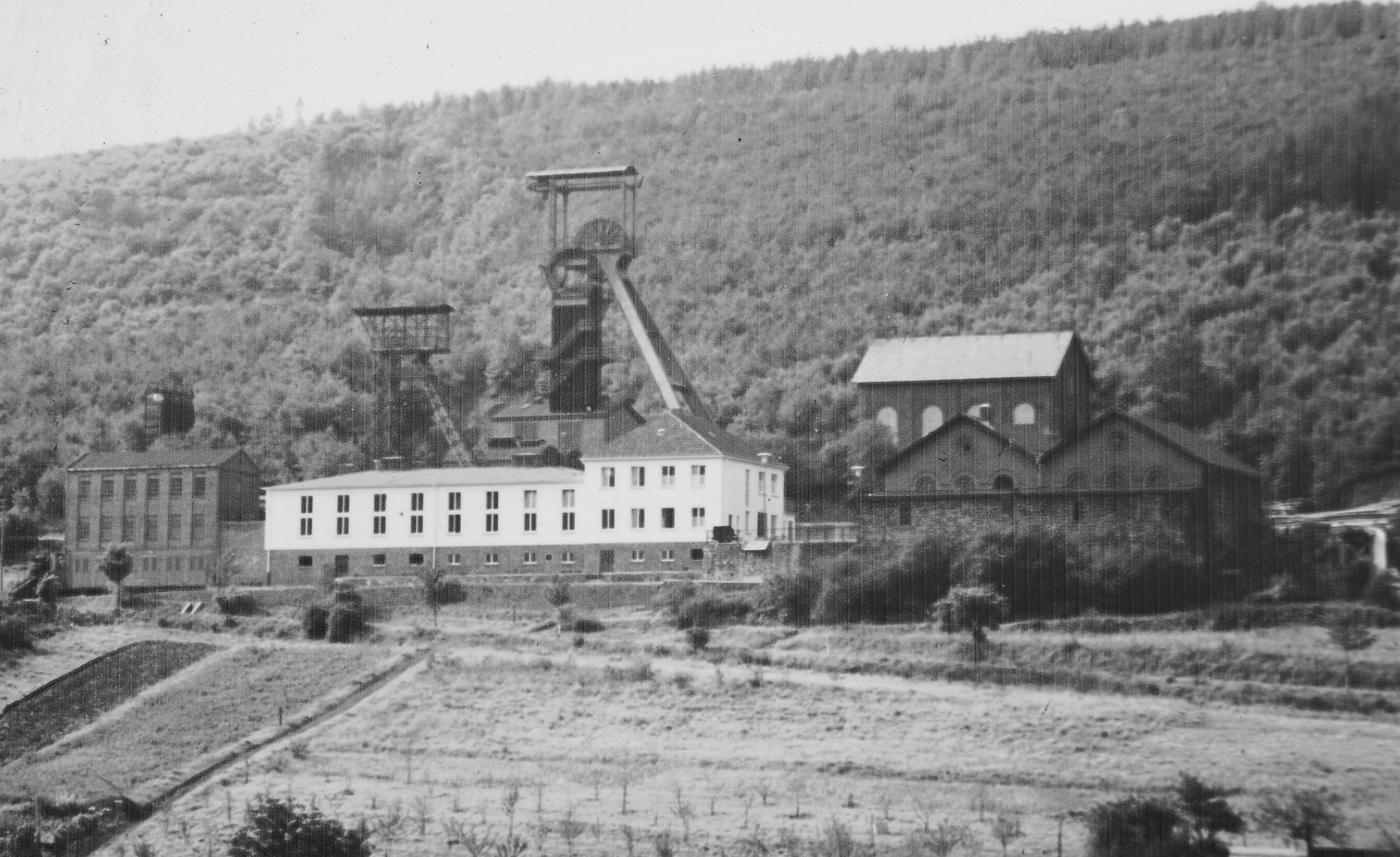
Betriebspunkt Friedrich Wilhelm 1955

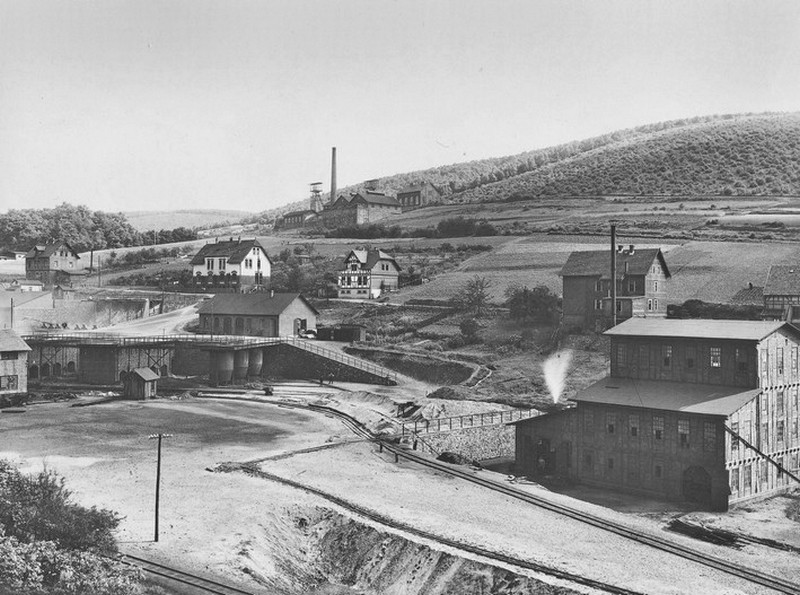
Grube Friedrich Wilhelm um 1913, untere Betriebsebene mit Tagesanlagen im Vordergrund

Erstmals wurde die Grube Friedrich Wilhelm 1820 erwähnt, wobei sie wahrscheinlich älter ist. In der Anfangszeit erfolgte der Abbau ausschließlich durch Stollen. Vor 1861 wurde die bereits im 18. Jahrhundert betriebene Grube Florz übernommen. 1860 legte man den Florzer Tiefer Stollen, später Friedrich Wilhelm Erbstollen an, und richtete in unmittelbarer Nähe des Mundlochs eine Erzaufbereitungs- und Röstanlage ein. Die aufbereiteten Erze wurden mit Pferdefuhrwerken zum Bahnhof Herdorf transportiert. Mitte des 19. Jahrhunderts wurde die Grube von dem Montanunternehmer Theodor Stein aus Kirchen übernommen, wie auch schon die Grubenfelder bei Füsseberg. Dies führte zu einer erheblichen Steigerung der Förderung. Waren 1861 nur 3868 t gefördert worden, so vervierfachte sich die Jahresförderung im darauffolgenden Jahrzehnt und erreichte 1871 bereits 17.917 t. Damit war sie die größte Grube im Bergrevier Daaden-Kirchen. Die benachbarte Grube Füsseberg lag jedoch fast gleichauf mit einer nur um 10 % geringeren Jahresfördermenge.
Der Erztransport erfolgte ab 1861 von den Gruben Friedrich Wilhelm, Florz und Einigkeit mit einer 1170 Lachter (ca. 2,3 km) langen Pferdeeisenbahn zum Bahnhof Herdorf. Hierfür wurden Bahngleise mit 30 Zoll Spurweite (Schmalspur) verlegt, die jedoch nicht von Lokomotiven genutzt wurden, sondern die Waggons wurden von Pferden gezogen, da die Fuhrunternehmer Gewinneinbußen befürchteten. Erst ab 1872 wurden Lokomotiven eingesetzt, auf der Sottersbachtalbahn konnte das Erz dann effizienter der Eisenbahn Deutz – Gießen am Bahnhof Herford übergeben werden.
Im Jahr 1872 wurde der Grubenbesitz von dem Montanunternehmer Stein an die Firma Krupp verkauft, zusammen mit den Füsseberger Anteilen.
Krupp intensivierte den Abbau und ab 1874 wurde zunächst der Schacht der nordöstlich gelegenen Grube Zufälligglück mitgenutzt, da diese bereits 1862 mit dem Abteufen eines Schachtes begonnen hatte. Zufälligglück gehörte nicht zum Grubenbesitz von Krupp, leistete aber Unterstützung.
Der erste eigene Schacht wurde 1878 angelegt und hatte einen Querschnitt von 2,3 × 4,4 m. Der zweite Schacht hatte einen Querschnitt von 2,7 × 4,7 m und erreichte in den 1960er Jahren eine maximale Teufe von 1052 m. In der zweiten Hälfte des 19. Jahrhunderts waren die überwiegend hölzernen Fördergerüste niedrig, selten höher als 10 m, mit entsprechend kleinen Seilscheiben. Da die relativ geringen Fördermengen keiner hohen Fördergeschwindigkeit bedurften, reichte dies aus. Als Dampfmaschine kam eine Zwillingsmaschine mit Vorgelege zur Verringerung der Geschwindigkeit zum Einsatz. Bei der Seilfahrt auf Friedrich Wilhelm wurden mit anfänglich zylindrischen, später konischen Seiltrommeln maximal 4 Personen transportiert, auf einer Grundfläche des Förderkorbes von 1,0 m2. Bei der Erzförderung wurden maximal 1570 kg pro Fuhre gehoben. Die Erzförderung unter Tage erfolgte bis weit in die 1880er Jahre durch Menschen, nicht durch Pferde oder Maschinen.
Der frühe Anschluss an die Bahn beförderte ein rasches Wachstum, so dass 1881 die Jahresförderung bereits bei 39.097 t lag und sich damit innerhalb von 10 Jahren verdoppelt hatte. Füsseberg hingegen hatte mangels Gleisanschluss und mangels Tiefbau einen Rückgang der Jahresförderung im gleichen Zeitraum um weitere 20 % zu vermelden.
Fasst man die gesamte Erzförderung aller Gruben auf diesem Gangzug zusammen (Gruben Glaskopf, Füsseberg, Einigkeit und Friedrich Wilhelm), so ergibt sich für 1900 eine Förderung von 90.904 t, verglichen mit den beiden damals größten Gruben des Siegerlandes (Storch & Schöneberg 298.707 t und Eisenzecher Zug 235.433 t, jeweils im Jahr 1900) noch eine geringere Menge. Dieses Verhältnis sollte sich erst 1942 mit der Erschöpfung der Lagerstätten auf den beiden großen Gruben und der Intensivierung des Abbaus auf Füsseberg – Friedrich Wilhelm umkehren.
Friedrich Wilhelm wurde zwischen 1920 und 1931 mehrfach kurzzeitig stillgelegt, in der Wirtschaftskrise ab 1931 dann über einen längeren Zeitraum. Erst nach 1932 wurde die Grube – jetzt als Teil der neuen Verbundgrube Füsseberg – Friedrich Wilhelm wieder angefahren.

#### Grube Einigkeit
Zur weiteren Konsolidation wurde 1906 die benachbarte Grube Einigkeit übernommen. Diese war 1851 entstanden und betrieb ab 1861 im Friedrich Wilhelm Erbstollen einen 367 m tiefen Blindschacht, der die 320 m Sohle aufschloss. Am Kopf des Blindschachtes auf der Erbstollensohle war ein großer Raum aus dem Berg gesprengt worden, der die Fördermaschine und die Dampfkessel enthielt. Für die Entsorgung der Abgase wurde ein 90 m hoher Abzug in den Fels gesprengt, der über Tage führte und dort in einem Schornstein mitten im Wald endete (Lage). Zwischen 1851 und 1906 wurden insgesamt 565.474 t Eisenerz auf der Grube Einigkeit gefördert, bei einer Belegschaft von 350 Mann. Zwischen 1906 und 1936 betrug die Förderung der konsolidierten Grube 3,743 Mio. t.

### Förderung Einzelgruben
Im 19. Jahrhundert wurden folgende Jahresmengen Erz gefördert. Die Gruben Bindweide, Zufälligglück und San Fernando sind unmittelbar benachbarte Gruben, die nicht zum späteren Verbund gehörten. Typischerweise gingen 60 % bis 70 % der Erze per Bahn an Hütten am Niederrhein und an der Ruhr, v. a. nach Erkrath-Hochdahl.
Jahresförderung, Angaben in Tonnen gefördertes Erz für ausgewählte Jahre:
| Grube             | 1862  | 1864 | 1865  | 1867  | 1874  | 1880 | 1891  | 1896   | 1897   | 1903   | 1913   | 1926    |
| Friedrich Wilhelm | 33057 |      | 35868 | 38424 | 13472 |      | 34029 | 47196  | 42562  | 53136  | 79894  | 98400   |
| Füsseberg         | <5000 | 3263 | 12888 | 31620 | 9780  |      |       | keine  | keine  | <30000 | <30000 | 55200   |
| Einigkeit         | a)    |      | a)    | 15426 | 11036 |      |       | 23758  | 20059  |        | d)     | d)      |
| Glaskopf          | a)    |      | a)    | b)    | a)    | 4624 |       | 12153  | 14610  |        | d)     | d)      |
| Salome            | a)    |      | 5204  | b)    | a)    | 8834 |       | c)     | c)     | d)     | d)     | d)      |
|                   |       |      |       |       |       |      |       |        |        |        |        |         |
| San Fernando      | <5000 |      | a)    | b)    |       |      |       | 15623  | 19954  | <30000 | <30000 | 92400   |
| Zufälligglück     | 6604  |      | 14581 | 29612 | 13605 |      |       | 43544  | 45059  | 50948  | 76700  | geschl. |
| Bindweide         | 7469  |      | 14682 | 10482 |       |      |       | 101504 | 122510 | 122337 | 97451  | 124800  |

Anmerkungen: a) nicht in Betrieb oder < 5000 t Jahresförderung, b) nicht in Betrieb oder < 10000 t, c) nicht in Betrieb oder < 12500 t, d) konsolidiert, Fördermenge bei Hauptgrube angegeben.

## Geschichte Verbundgrube 1932 bis 1965

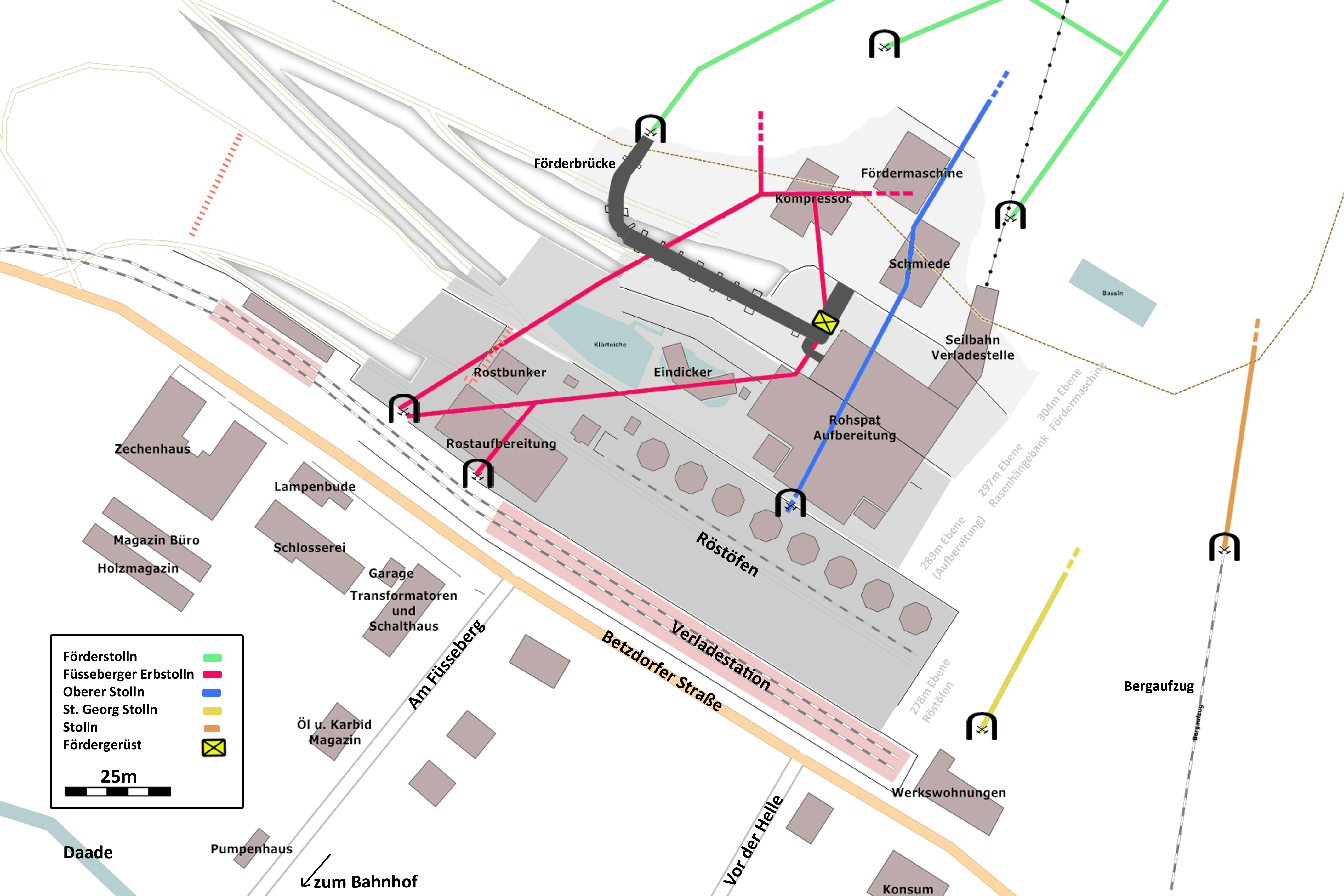
Tagesanlagen am Schacht Füsseberg

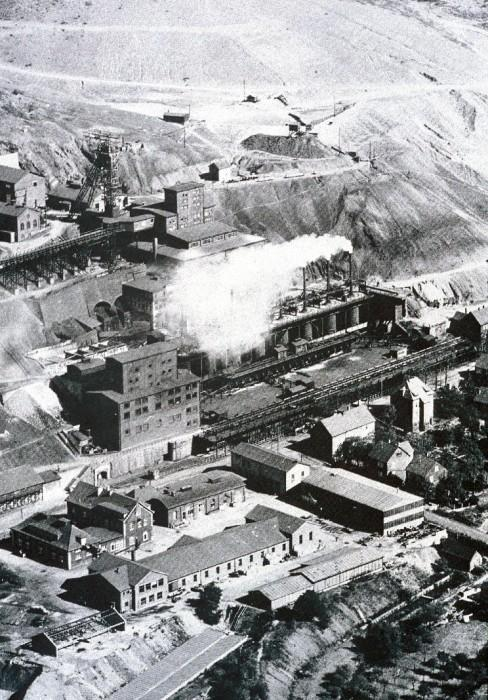
Schacht und Erzaufbereitung Füsseberg (etwa 1950–1960)

Im Jahr 1932 führte Krupp die 60 Grubenfelder zwischen Friedrich Wilhelm und Glaskopf zu einer Berechtsame Füsseberg zusammen. Es erfolgte der Zusammenschluss der südlich gelegenen Gruben Füsseberg, Glaskopf und Salome mit den nördlich gelegenen Gruben Friedrich Wilhelm, Florz und Einigkeit. Die Verbundgrube Füsseberg – Friedrich Wilhelm war entstanden. Ab 1934 besiegelte der Durchschlag der 17. Sohle (494 m – Sohle, −206,8 m NN) zwischen Füsseberg und Grube Friedrich Wilhelm den Zusammenschluss beider Gruben auch unter Tage.
Die Konsolidation führte schnell zu umfangreichen Modernisierungen. Die gesamte Fördertechnik auf der Füsseberger Seite wurde erneuert, das Fördergerüst über dem Füsseberger Hauptschacht wurde verstärkt und erhöht, die Dampfmaschine gegen einen leistungsfähigen elektrischen Fördermotor getauscht, sowie Förderkorb und Fördergeschirre neu konstruiert. Unterhalb der Erzaufbereitung entstanden neue Gebäude für die Grubenverwaltung und eine neue Waschkaue, zudem wurden Werkstätten und Magazine errichtet.
Bereits 1935 begann der Bau einer neuen zentralen Erzaufbereitung und Röstung auf Füsseberger Seite, direkt am Hauptschacht. Die Röstanlage bestand zunächst aus sechs 14 m hohen Röstöfen, später wurden zwei weitere Röstöfen hinzugefügt. Westlich der Röstanlage wurde 1938 eine Röstaufbereitung errichtet. Die Erzaufbereitung und Röstung von Grube Friedrich Wilhelm wurde zugunsten der neuen Anlage beim Schacht Füsseberg aufgegeben. Die Förderanlagen der Grube wurden hingegen durchgehend modernisiert, da die Schächte Friedrich Wilhelm zur Förderung vorgesehen waren.
Die Erzaufbereitung wurde ab 1937 auch von der kurz zuvor wiedereröffneten Grube Wolf genutzt. Der Erztransport erfolgte über eine ab November 1936 neu errichtete Materialseilbahn von 3,5 km Länge. Die Grube Wolf wurde 1945 wieder vorübergehend stillgelegt und erst 1953 bei der Gründung der Erzbergbau Siegerland AG wieder als möglicher Teil einer neu zu schaffenden Verbundgrube San Fernando – Wolf in Betracht gezogen. Es gab umfangreiche Untersuchungen, aber der Verbundbetrieb wurde nicht aufgenommen, da sich die Absatzkrise für deutsches Eisenerz abzeichnete, die 1965 zur Schließung aller Siegerländer Gruben führte.
Ab 1942 war der Förderstollen zwischen der Grube Friedrich Wilhelm und der Grube Füsseberg nach zweijähriger Bauzeit für den Roherztransport einsatzbereit.
Beginnend mit 1953 gehörte der Grubenbesitz Füsseberg – Friedrich Wilhelm zur Erzbergbau Siegerland AG, in der alle Siegerländer Gruben zusammengeführt wurden. Dies war der Versuch durch die Bildung von Großbetrieben den Abbau stärker rationalisieren zu können und Ressourcen wie Erzaufbereitungsanlagen zu bündeln und effizienter auszulasten. Damit sollten die Gewinnungskosten reduziert werden und deutsches Erz wettbewerbsfähiger bleiben, um die beginnende Strukturkrise des Eisenerzbergbaus in Deutschland abzufedern.
Vor den 1950er Jahren waren Grubenstilllegungen hauptsächlich Folgen der marktbereinigenden Prozesse zur Steigerung der Effizienz der Bergbaubetriebe. Durch sehr umfangreiche Untersuchungen, insbesondere nordamerikanischer Unternehmen in den 1950er Jahren zu Eisenerzlagerstätten weltweit, vervielfachte sich in kurzer Zeit die Prognose der noch verfügbaren Erzreserven erheblich. Zudem gab es einen Preissturz bei den Kosten für die Seefracht. Als Folge davon sackte der Preis für Eisenerze auf ein für deutsche Bergbaubetriebe nicht rentables Tief. Nach kriegsbedingten Jahren der Unterversorgung gab es plötzlich ein Überangebot, was zu viel zu niedrigen Preisen führte, um für deutsche Erze wettbewerbsfähig bleiben zu können. Lag 1953 der Preis pro Tonne Eisenerz noch bei 97 DM, stieg er zunächst bis 1957 auf 140 DM pro Tonne, danach stürzte er auf 73 DM pro Tonne. Bereits 1961 kostete eine importierte Tonne Erz aus Schweden nur noch 51 DM inkl. Transport zu den Hütten im Ruhrgebiet, während Erz aus dem Siegerland wegen der aufwendigen Gewinnung bei 100 DM/Tonne lag. Der Preisverfall bei den ausländischen Erzen war auch maßgeblich durch die starke Verringerung der Seefrachtkosten bedingt. Füsseberg und die anderen Siegerländer Betriebe konnten dies trotz intensiver Rationalisierungsbemühungen nicht ausgleichen. Als Anfang 1964 die Hauptabsatzkunden, die Hüttenbetriebe an der Ruhr, die Lieferverträge kündigten, gab es nur noch den Weg der Betriebsschließung für Füsseberg und die gesamte Erzbergbau Siegerland AG.
Die letzte Schicht wurde am 26. März 1965 gefahren. Die Verbundgrube Füsseberg – Friedrich Wilhelm am 31. März 1965 stillgelegt. Der industrielle Erzbergbau endete damit im Siegerland und eine 3000-jährige Geschichte der Eisengewinnung fand ihren Abschluss, obwohl noch große Erzreserven vorhanden waren.
Das Fördergerüst hatte eine Höhe von 39,6 m und wurde am 22. April 1966 abgerissen. Die Schächte Friedrich Wilhelm 1 und 2 wurden mit einer 50 m starken Schachtplombe aus verdichtetem Versatzmaterial verwahrt, die auf einer ca. 2 m starken Betonplatte ruht. Der Schacht Füsseberg wurde nur abgedeckt und nicht verfüllt, da die Grube als Reservebergwerk offen gehalten werden sollte.
Das Grubengelände am Schacht Füsseberg ist heutzutage Brachfläche, eine Nachnutzung findet nicht statt. Der Schachtkopf ist noch sichtbar, auch die Mundlöcher der Stollen, zudem sind die terrassierten Hangflächen, auf der die Erzaufbereitung stand, vorhanden. Bis auf das als Ruine erhaltene Gebäude der Röstaufbereitung gibt es keine weiteren Gebäudereste der Erzaufbereitung. Die Gebäude der Grubenverwaltung, der Waschkaue und der Markenausgabe, sowie der Schlosserei sind erhalten geblieben und werden von einem Industriebetrieb genutzt (Lage). An der Betzdorfer Straße in Biersdorf – östlich der Tagesanlagen – haben sich auch noch Werkswohnungen und das Gebäude des Konsum-Lebensmittelgeschäftes erhalten. Die Seilscheibe des Fördergerüstes wurde als Denkmal im Ortskern aufgestellt (Lage). An den Friedrich Wilhelm Schächten sind alle großen Gebäude der Tagesanlagen erhalten geblieben, diese liegen auf Privatgelände. Bei den Gruben Glaskopf und Zufälligglück gibt es keine obertägigen Spuren (außer dem eingangs erwähnten Röstofen), da sie von einem Neubaugebiet bzw. einem Industriegebiet überbaut wurden.

## Lagerstätte
Die Eisenerzlagerstätte besteht aus einer ca. 12 km langen und 150 bis 200 m breiten Zone mit Erzgängen aus Spateisenstein (Siderit), die sich relativ geradlinig in NNE-SSW Richtung von der Grube Eisenzecher Zug bis nach Weitefeld erstreckt und Florz-Füsseberger Gangzug genannt wird.
Der Gangzug wird in drei Gruppen unterteilt, von Norden nach Süden sind dies:
Nördliche Gruppe:
Friedrich Wilhelm Mittel, Florzer Mittel, Unterste Einigkeit und Glückshafen 1 bis 3 (alle auf der Herdorfer Seite des Kahlenberges). Die Gänge hatten eine Mächtigkeit von mehreren Metern. Das Florzer Mittel hat seine größte Ausdehnung zwischen der 544 m und der 594-m-Sohle von Friedrich Wilhelm und hat dort auf einer Länge von fast 400 m eine Mächtigkeit von bis zu 20 m. Über etliche Sohlen hinweg wird es von einer Störung durchschnitten, der sog. Kupferkluft. Diese enthält Kupferkies bis zu einer Mächtigkeit von 50 cm, welcher zur Kupfergewinnung mit abgebaut wurde.
Mittlere Gruppe:
Füsseberger Mittel, 1. bis 3. Gangstück, Wassersack und 4. Gangstück (unterhalb des Kahlenberges und auf der Biersdorfer Seite). Das Glaskopf Mittel (unterhalb von Biersdorf) verschwand oberhalb der 610-m-Sohle Füsseberg, unterhalb dieser Sohle setzen dann die Gangstücke 1 bis 3 ein.
Südliche Gruppe:
Bei Explorationsarbeiten wurden 1937 die Gangstücke Eintracht und 1942 die Gangstücke Straßburg 1 und 2 gefunden (alle südwestlich von Biersdorf). Auf der Suche nach weiteren Erzvorkommen wurden ab den 1940er Jahren mehrere Untersuchungsstrecken vorangetrieben. Die längste mit 2270 m auf der 360-m-Sohle nach Südwesten in Richtung Niederdreisbach, dort traf man auf einen kleinen Gang von 20 m Länge und 4 m Mächtigkeit. Aufgrund sehr starker Wasserzuflüsse und der großen Entfernung zum Schacht wurde dieser aber nicht abgebaut und auch der weitere Vortrieb beendet. Eine geplante Verbindung über diese Strecke zur Grube Bindweide wurde nicht mehr realisiert.
Das Ganggestein ist kleinkörniger Intrusivdiabas des Unterkarbon, die Lagerstätte ist also jünger als etwa 350 Mio. Jahre. Eine Analyse des gerösteten Erzes ergab typischerweise folgende Zusammensetzung: 50,6 % Eisen, 10,6 % Mangan, 0,3 % Kupfer und 5,7 % Siliziumdioxid (Quarz).
Mit dem Ende des Bergbaus 1965 war nur ein Teil der Lagerstätte ausgebeutet, schätzungsweise weitere 15 Mio. t Eisenerz könnten noch abgebaut werden, bei einer Gesamtteufe bis 1500 m. Dies sind 38 % der im gesamten Siegerland noch vermuteten und nicht abgebauten Bodenschätze an Eisenerz.

## Abbau und Förderung

### Schächte und Stollen
- Karte mit allen Koordinaten:
- OSM |
- WikiMap

Anmerkung: Genauigkeit der Koordinaten ist *) Umkreis 25 m, **) Umkreis 50 m, ***) Umkreis 75 m.

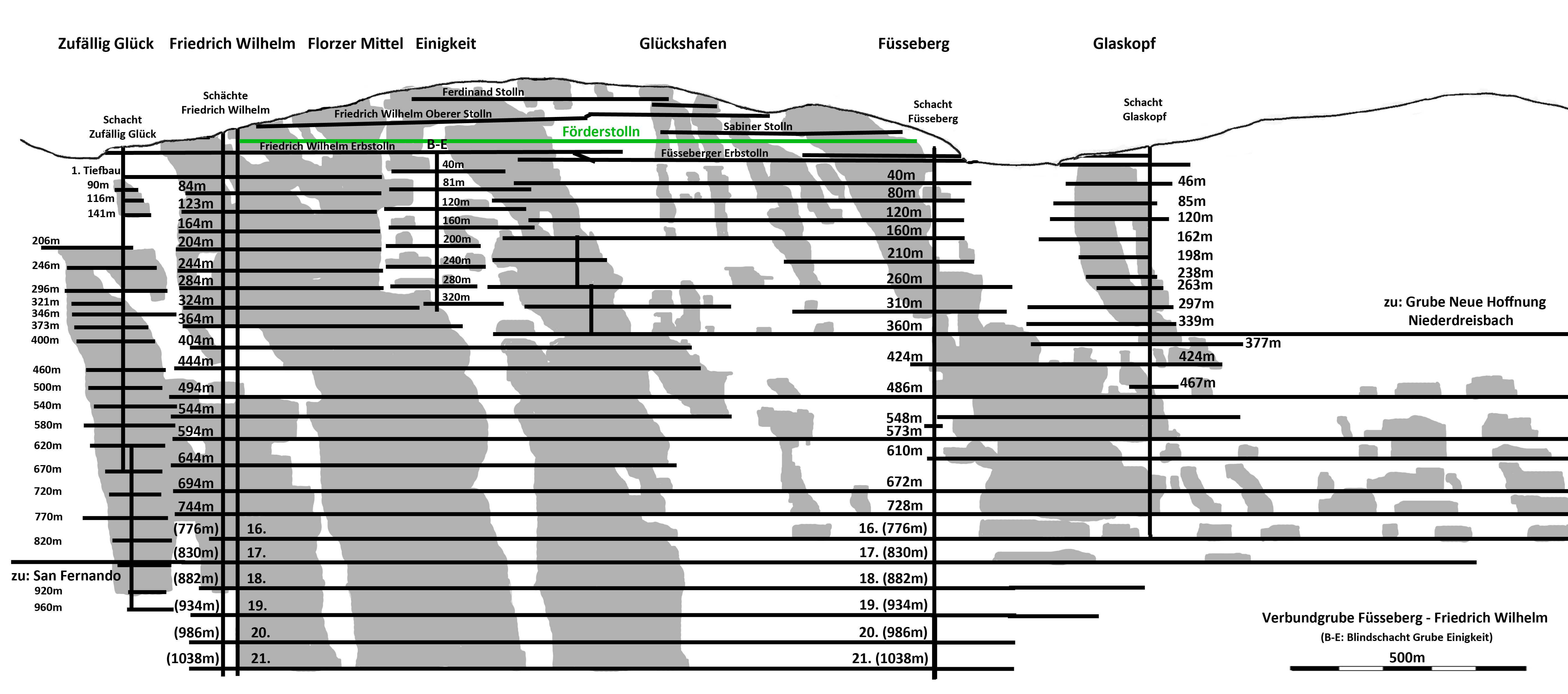
Sohlenplan Füsseberg – Friedrich Wilhelm

Die Verbundgrube besaß fünf Schächte, von Nord nach Süd sind diese:
| Schacht                | begonnen | Rasenhängebank / Lage | abgeteuft bis            | Teufe    | Anmerkungen                                                |
| Friedrich Wilhelm 1    | 1878     | +334,6 m NN Lage*)    | 18. Sohle (−613,5 m NN)  | 948,1 m  | Fördermaschinenhaus: Lage*)                                |
| Friedrich Wilhelm 2    | 1878     | +337,7 m NN Lage*)    | 19. Sohle (−714,4 m NN)  | 1052,1 m | Förderschacht, Fördermaschinenhaus: Lage*)                 |
| Blindschacht Einigkeit |          | +288,9 m NN           | 320-m-Sohle (−31,2 m NN) | 320,1 m  | Schachtkopf auf Sohle des Friedrich-Wilhelm-Erbstollens    |
| Füsseberg              | 1899     | +303,4 m NN Lage*)    | 20. Sohle (−741,8 m NN)  | 1045,2 m | Förderschacht; Fördermaschinenhaus: Lage*)                 |
| Glaskopf               | 1878     | +313,4 m NN Lage**)   | 17. Sohle (−607,4 m NN)  | 920,8 m  | mit Wetterüberhauen von 18. Sohle verbunden, Wetterschacht |

Die Förderschächte Friedrich Wilhelm 2 und Füsseberg versorgten die Grube mit frischen Wettern (einziehende Schächte) und wurden deswegen bei der Erschließung tieferer Sohlen zuerst ausgebaut – eilten also den anderen Schächten beim Abteufen voraus. Die übrigen Schächte entlüfteten die Grube (ausziehende Schächte). Die Bewetterung der Verbundgrube konnte überwiegend durch natürlichen Wetterzug erfolgen.
Auf der Nordseite des Kahlenberges im Bereich von Friedrich Wilhelm wurden folgende Stollen nach Süden vorgetrieben:
| Stollen                          | Mundloch              | Anmerkungen |
| Friedrich Wilhelm Oberer Stollen | +341,8 m NN Lage**)   | |
| Neuer Förderstollen (Nordportal) | +294,7 m NN Lage**)   | Erztransport von Schacht Friedrich Wilhelm zur Aufbereitung Füsseberg |
| Erbstollen Friedrich Wilhelm     | +288,3 m NN Lage**)   | 1860: als Florzer Tiefer Stollen angefangen, 1866 bereits auf eine Länge von 321 Lachter (ca. 671 m) vorangetrieben. Später wurde er umbenannt in Florzer Erbstollen, danach in Friedrich Wilhelm Erbstollen |
| Ferdinand Stollen                | +403,4 m NN Lage***)  | Vorläuferbergbau 19. Jahrhundert oder älter, 1947 noch zugänglich; es gab einen zweiten Stollen der Grube Ferdinand, der derzeit nicht lokalisierbar ist                                                     |
| Untere Einigkeit Stollen         | +386,5 m NN Lage ***) | Vorläuferbergbau 19. Jahrhundert oder älter, 1947 noch zugänglich |

Auf der Südseite des Kahlenberges im Bereich von Füsseberg wurden folgende Stollen nach Norden vorgetrieben:
| Stollen                            | Mundloch            | Anmerkungen                                                                                       |
| Erbstollen Füsseberg               | +268,86 m NN Lage*) | ab 1861, heutzutage mit ausgestellter Grubenlock                                                  |
| Füsseberger Oberer Stollen         | +278,0 Lage*)       | in Stützmauer hinter Röstöfen                                                                     |
| St. Georg Stollen                  | +269,0 m NN Lage**) |                                                                                                   |
| Stollen (Bergaufzug)               | Lage**)             |                                                                                                   |
| Neuer Förderstollen (Westportal)   | +314,9 m NN Lage*)  | 1942 kam der 1435 m lange Förderstollen zwischen Füsseberg und Friedrich Wilhelm hinzu            |
| Neuer Förderstollen (Ostportal)    | +314,9 m NN Lage*)  | 1942 kam der 1435 m lange Förderstollen zwischen Füsseberg und Friedrich Wilhelm hinzu            |
| Sabiner Stollen                    | +322,2 m NN Lage**) | Vorläuferbergbau 19. Jahrhundert oder älter, 1947 noch zugänglich                                 |
| Heinrichszecher Oberer Stollen     | +349,2 m NN Lage**) | Vorläuferbergbau 19. Jahrhundert oder älter, 1947 noch zugänglich; Abbau des Glückshafener Mittel |
| Heinrichszecher Tiefer Stollen     | +317,4 m NN Lage**) | Vorläuferbergbau 19. Jahrhundert oder älter, 1947 noch zugänglich                                 |
| Glücksberg Stollen                 | +378,2 m NN Lage**) | Vorläuferbergbau 19. Jahrhundert oder älter, 1947 noch zugänglich                                 |
| Glücksfall Stollen                 | +371,0 m NN Lage**) | Vorläuferbergbau 19. Jahrhundert oder älter, 1947 noch zugänglich                                 |
| Glückshafer Stollen                | +392,3 m NN Lage**) | Vorläuferbergbau 19. Jahrhundert oder älter, 1947 noch zugänglich                                 |
| Juno Stollen                       | +363,3 m NN Lage**) | Vorläuferbergbau 19. Jahrhundert oder älter, 1947 noch zugänglich                                 |
| Glücksberger Tiefer Stollen        | Lage**)             | Vorläuferbergbau 19. Jahrhundert oder älter, 1947 noch zugänglich                                 |
| Schäbches (oder Schöbches) Stollen | +352,5 m NN Lage**) | Vorläuferbergbau 19. Jahrhundert oder älter, 1947 noch zugänglich                                 |

Am Betriebspunkt Glaskopf wurden zwei Stollen nach Süden vorangetrieben:
| Stollen                   | Mundloch             | Anmerkungen |
| Förderstollen (Glaskopf)  | +280,57 m NN Lage**) |             |
| Tiefer Stollen (Glaskopf) | +266,19 m NN Lage**) |             |

Gefördert wurde über beide Förderschächte, um die anfallenden Erzmengen bewältigen zu können. Die am Friedrich Wilhelm Schacht ankommenden Erze wurde von dort durch den Neuen Förderstollen zur Aufbereitung nach Biersdorf geschickt.

### Sohlen
In der Verbundgrube waren untertägig zahlreiche Sohlen durchschlägig:
- Gruben Glaskopf und Füsseberg auf acht Sohlen
- Gruben Füsseberg und Friedrich Wilhelm auf 10 Sohlen, sowie Förderstolln und Erbstolln
- Gruben Friedrich Wilhelm und Zufälligglück auf drei Sohlen
- Gruben Zufälligglück und Bergwerk San Fernando über eine Sohle (* 1962, nicht Teil des Verbundbergwerkes)

Insgesamt summierten sich alle untertägigen Strecken auf 35 km.
Es gab 21 Sohlen, bis in die 1920er Jahre wurden neue Sohlen im 40 m Raster angelegt, danach im Abstand von 50 m.
Die längste Untersuchungsstrecke reichte auf der 360 m Sohle bis zur Grube Neue Hoffnung in Niederdreisbach (Endpunkt bei: Lage), sie diente ab 1954 zur Vorbereitung eines Verbundes mit der 8 km entfernten Grube Bindweide, das Vorhaben wurde allerdings aufgeben. Eine weitere Untersuchungsstrecke, diesmal auf der 486-m-Sohle, verlief nach Südwesten und unterfuhr den nördlichen Rand des Ortes Weitefeld (Endpunkt bei: Lage).

### Abbauverfahren

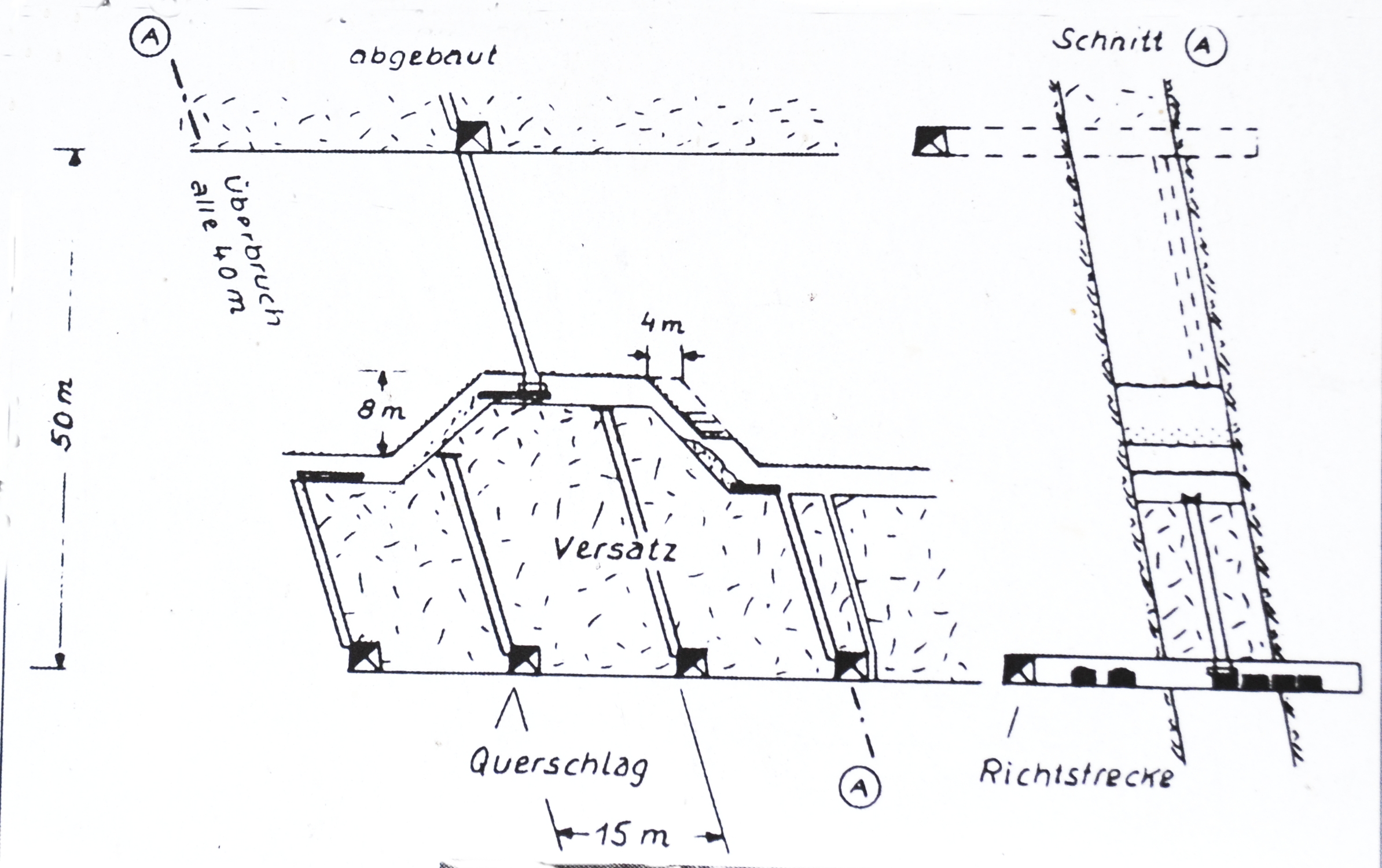
Abbau im Firstenstoßbau

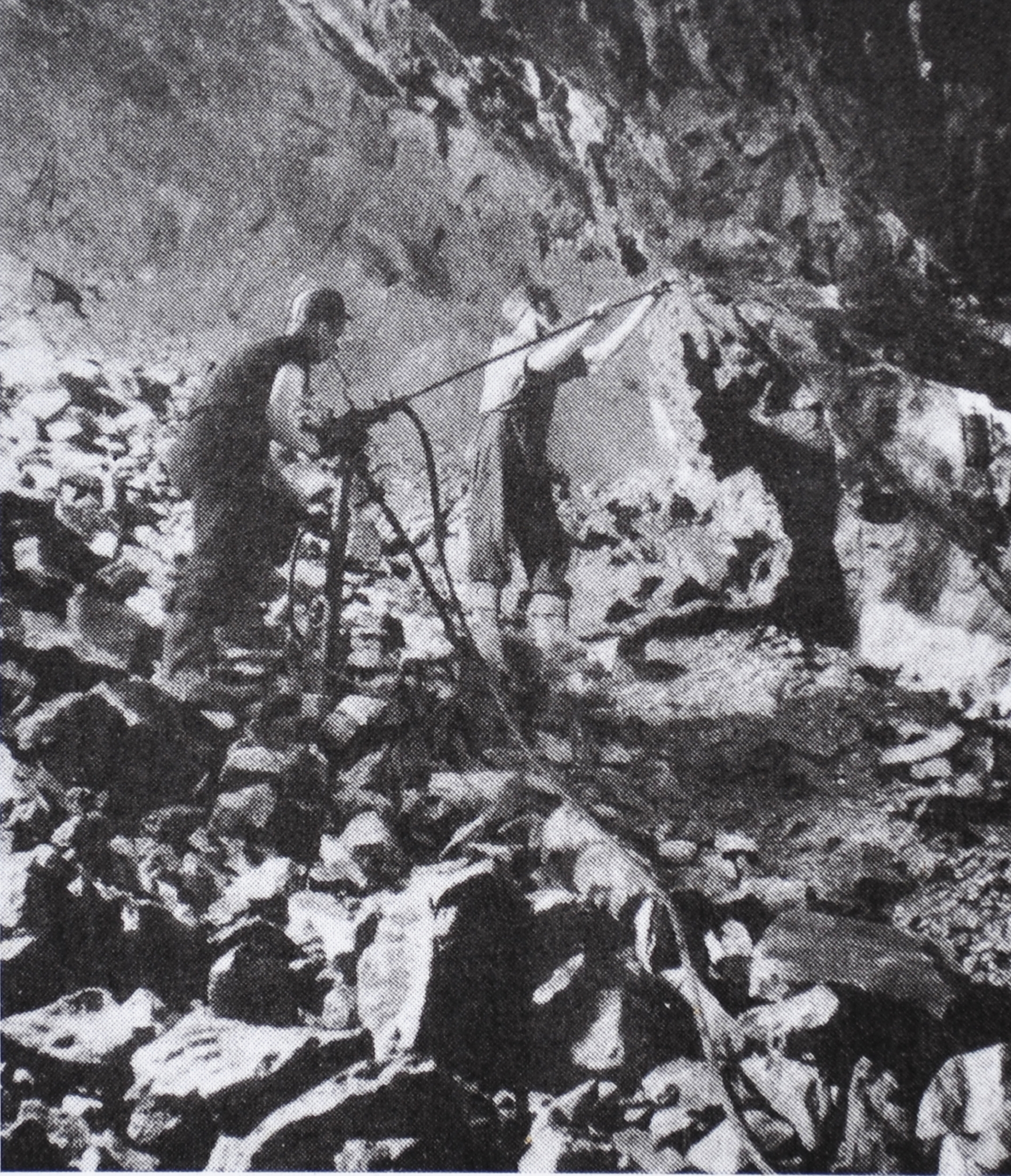
Bohren der Löcher am Stoß

Im frühen 18. Jahrhundert vollzog sich der Übergang vom Abbau nahe der Oberfläche zu immer tiefer werdenden Stollen, abgebaut wurde mittels Strossenbau. Zur Sicherung der Bergarbeiter und der Grube mussten dabei jedoch Erzpfeiler in regelmäßigen Abständen stehen bleiben. Typischerweise hatten diese Pfeiler eine Grundfläche von 1 bis 1,5 Lachter (ca. 2 bis 3 m) in der Breite und Tiefe und waren alle 4 bis 5 Lachter (ca. 8 bis 10 m) stehengelassen worden, um den Grubenbau abzustützen. Hierbei ging allerdings ein Viertel, manchmal ein Drittel des abbauwürdigen Erzes verloren. Deswegen änderte man zum Ende des 18. Jahrhunderts das Abbauverfahren und ging zum Firstenbau über. Ab etwa Mitte des 19. Jahrhunderts wurden die Hauptförderstrecken nicht mehr im Erz, sondern im Nebengestein angelegt, um den Abbau effizienter zu gestalten. Im späten 19. Jahrhundert wurde schließlich Firstenstoßbau eingeführt.
Um 1900 wurde die Bohrarbeit mit Hilfe von druckluftbetriebenen Stoßbohrmaschinen eingeführt. Ab den 1920er Jahren wurden leichter zu handhabende Bohrhämmer eingesetzt.
Zwischen 1900 und 1920 wurde das abgebaute Erz in einfache eiserne Förderwagen gefüllt, die etwa 1 Tonne Erz fassten. Entlang der Lagerstätten gab es Richtstrecken im tauben Gestein, dort wurden die Wagen per Hand oder mit Pferdekraft zur Verladung am Schacht geschoben (Füllort), über Tage wurde das Erz dann mit Kreiselwippern entladen und die Wagen teilweise mit Versatz neu beladen, um untertägig abgebaute Bereiche verfüllen zu können. Erst ab den 1920er Jahren wurden die Förderwagen untertägig mit elektrischen Lokomotiven bewegt.
Verfeinerte Formen des Firstenstoßbaus blieben auch nach der Gründung der Erzbergbau Siegerland AG 1953 die dominante Abbautechnik. Ab Ende der 1950er Jahre wurden umfangreiche Rationalisierungsmaßnahmen unter Tage umgesetzt. Alle Abbaue wurden mit neuzeitlichen Lade- und Fördergeräten ausgestattet, der Zuschnitt der Strecken entsprechend vergrößert. Ziel war eine vollmechanisierte Gewinnung. Die Bohrarbeit wurde zuvor mit 12 m Langlochbohrern durchgeführt, das nach dem Schießen entstehende Haufwerk in den 1950er Jahren mit gleisgebundenen Wurfschaufelladern, später dann mit gleislosen Bunkerladern (Atlas Copco T2G) bis zu 80 m Entfernung in die Förderrollen transportiert.

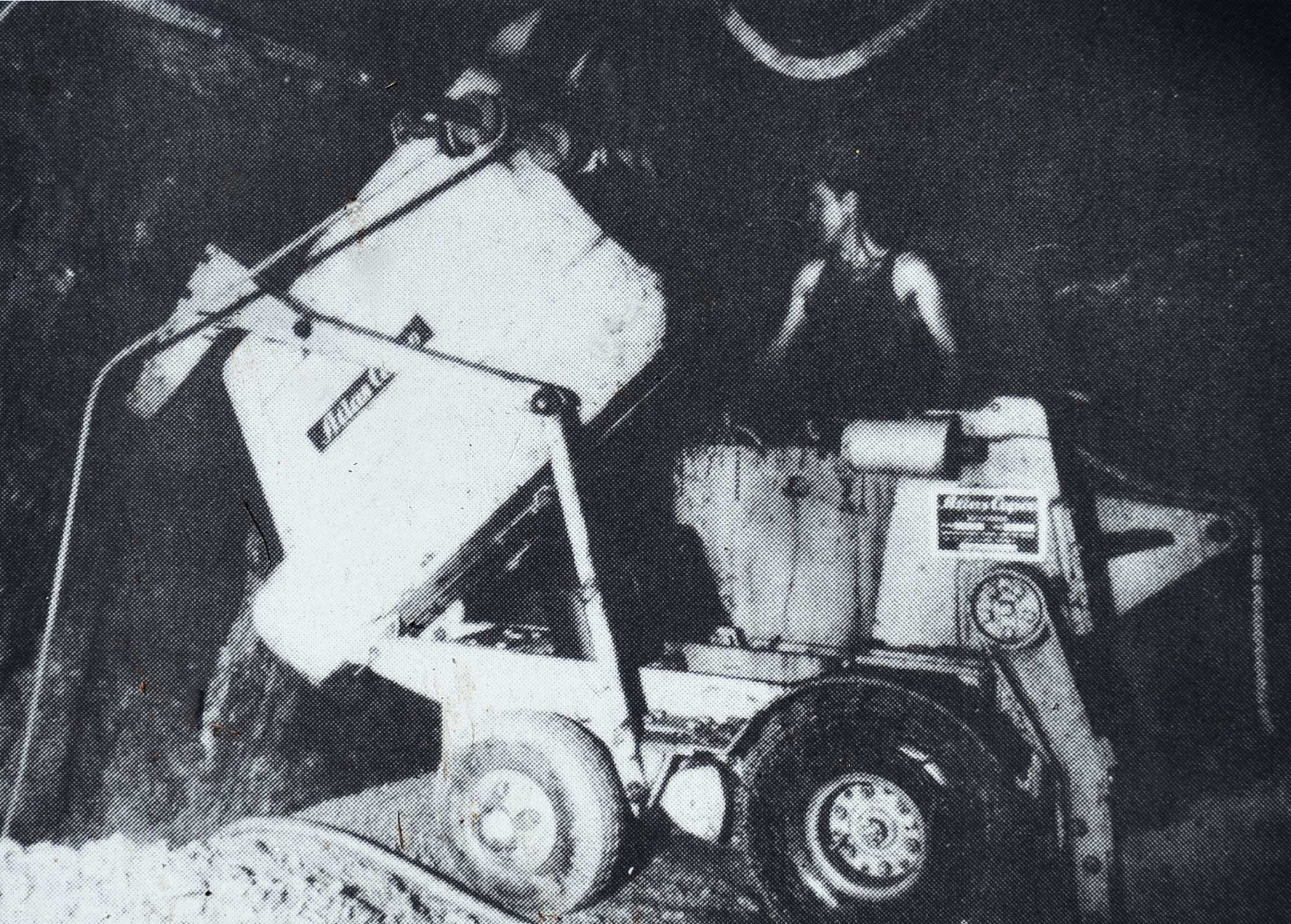
Bunkerlader in Füsseberg

Zur weiteren Mechanisierung wurden ab 1959 die Sohlen nur noch 6 m überfahren und mit Bohrhämmern (Krupp Typ 121) 6,4 m lange Bohrlöcher ausgeführt. Mit parallelen Bohrlochreihen und dem Einsatz großer Schussserien mit Millisekundenzündern konnten Haufwerksmengen bis zu mehreren 1000 t pro Schussserie gewonnen werden, was zu einer enormen Steigerung des gewonnenen Erzes führte. Das Wegfüllen des Haufwerkes geschah hierbei mit Schrappern (Typ: Demag Drehtrommelschrapper SH 340). Es gelang eine Steigerung der Förderung auf 20 t pro Mann und Schicht.
Beide Haupt-Abbauverfahren wurden parallel eingesetzt, in Abhängigkeit von der lokalen Beschaffenheit der Lagerstätte. In unregelmäßigen und kleinteiligen Gangstücken wurde der Wurfschaufellader auf Grund seiner Wendigkeit bevorzugt, der Schrapper hatte den Vorteil geringerer Mannkosten. Im Jahr 1962 wurden 46 % der Erze im Firstenstoßbau mit Schrapper, 38 % im Firstenstoßbau mit Wurfschaufellader und 10 % mit versatzlosen Verfahren (überwiegend Magazinbau) gewonnen.
Die durch die starke Mechanisierung gesteigerte Produktivität schlug sich auch in verringerten Abbaukosten nieder. Weniger Bergleute wurden benötigt, um größere Erzmengen zu gewinnen. Die Abbaukosten betrugen Ende 1959 noch 10,32 DM pro Tonne Erz (davon entfielen 76 % auf Lohnkosten), Ende 1962 waren diese bei weitgehend gleich gebliebenen Materialkosten auf 6,06 DM pro Tonne Erz gesunken (davon waren 51 % Lohnkosten), wobei sich die Aufwendungen für Lohnkosten halbierten. Lohnbasis ist hierbei 29,75 DM pro Schicht für den Bergmann.
Die deutlich gesteigerten Erzmengen benötigten eine gestiegene Kapazität bei dem Transport auf der Strecke zum Füllort. Deswegen wurden die kleinformatigen Förderwagen ausgemustert und durch große 1000 l fassende Seitenentleerer ersetzt. Diese wurden am Füllort automatisch entleert. Die intensivierte Förderung barg auch eine Vergrößerung der Gefahr für die Bergleute, an der gefürchteten Staublunge zu erkranken, deswegen wurden Wassersprühanlagen zur Befeuchtung und Absaugeinrichtungen für Gesteinsstäube installiert.
In den letzten Betriebsjahren wurde bei besonders mächtigen Gangmitteln das Abbauverfahren Teilsohlenbruchbau eingesetzt, da durch den Abbau von oben nach unten und der Möglichkeit sehr vieler gleichzeitiger Angriffspunkte der Abbau effizienter und sicherer gestaltet werden konnte.
Bis in die späten 1950er Jahre wurden klassische, starre Förderwagen benutzt, die bei 1,18 m Länge, 0,656 m Gefäßbreite, 0,739 m Maximalbreite und 0,935 m Höhe, mit einer Klappe an der Stirnseite und einer Spurweite von 0,575 m ein Fassungsvermögen von etwa 400 l hatten. Um 1960 wurden die Förderwagen auf den Förderstrecken durch größere Versionen mit jetzt 1200 l Fassungsvermögen ersetzt (Granbywagen). Auf den Abbaustrecken wurde eine Pendelförderung eingerichtet. Verbünde aus selbstfahrenden, gleisgebundenen Pendelwagen (Atlas Copco Typ U3N33C) zum Einsatz gebracht. Diese erreichten 1,7 m/s Fahrgeschwindigkeit, jeder Wagen hatte einen eigenen 3 PS Druckluftmotor als Antrieb, wurde über eine zwischen den Gleisen liegende Druckluftleitung versorgt und fasste 2000 l (Beispielvideo: siehe Weblinks). Typische Fahrtstrecken für die Pendelwagen waren maximal 180 m, die Förderleistung betrug dabei etwa 25 Kubikmeter Versatzberge bzw. 40 Erz pro Stunde. Die gesamte Förderung von der Strecke bis über Tage verlief vollautomatisch, da Seitenentladewagen (Granbywagen) eingesetzt wurden, die bei Erreichung des Füllortes automatisch entleert wurden.

### Fördertechnik

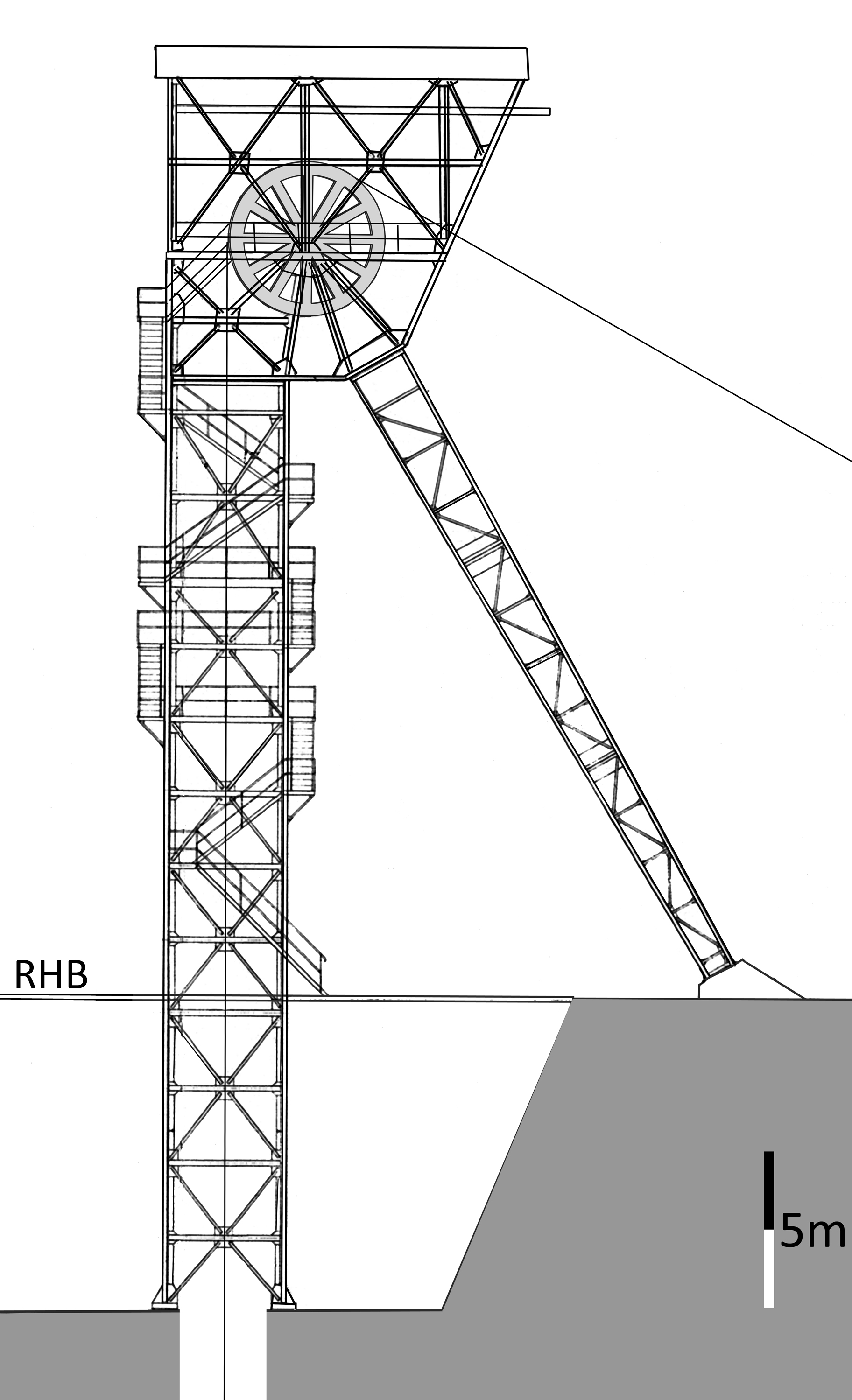
Fördergerüst Grube Füsseberg

Zwischen 1899 und 1933 wurde die Leistung für die Förderung und Seilfahrt durch eine Dampfmaschine bereitgestellt. Ab 1934 kamen am Schacht Füsseberg ein neu errichtetes Fördergerüst und eine elektrische Gleichstromfördermaschine mit 960 kW Leistung zum Einsatz. Gleichzeitig wurde Schacht Friedrich Wilhelm mit einem neuen Drehstrommotor mit 700 kW Leistung ausgestattet.
| Fördermotor Füsseberg ab 1934     |                              |
| Auftraggeber                      | Friedrich Krupp A.-G. Essen  |
| Hersteller                        | Siemens-Schuckertwerke A.-G. |
| Planung                           | Januar 1934                  |
| Abnahme Krupp’sche Bergverwaltung | Juni 1934                    |
| Typ                               | GM 440/35                    |
| Leistung                          | 960 kW                       |
| Drehzahl                          | 455/min                      |
| Betriebsspannung                  | 760 V Gleichstrom            |
| Hersteller-Nr.                    | 2890620                      |

| Betriebsverhältnisse Förderung Füsseberg (1934 bis ca. 1956) |                   |
| Fördergeschwindigkeit Güterbeförderung                       | 16 m/s            |
| Fördergeschwindigkeit Seilfahrt                              | 10 m/s            |
| Nutzlast Güterbeförderung                                    | 4000 kg           |
| Nutzlast Seilfahrt (20 Personen)                             | 1500 kg           |
| Gewicht einer Förderschale mit Zwischengeschirr              | 4000 kg           |
| Gewicht leerer Wagen                                         | 380 kg            |
| Anzahl der Wagen je Schale                                   | 4                 |
| Lastspitze (15 s nach Beginn Güterbeförderung)               | 1220 kW           |
| Durchschnittslast (nach anfänglicher Lastspitze)             | 765 kW            |
| Gewicht Förderseil                                           | 10,2 kg je lfd. m |
| Durchmesser Förderseil                                       | 54 mm             |
| Drehzahl Treibscheibe                                        | 50,9/min.         |

Der Erztransport auf den Hauptstrecken erfolgte mit zweiachsigen, elektrischen Fahrdraht-Lokomotiven der Siemens-Schuckertwerke auf der Spurweite 575 mm. Die heutzutage als Denkmal vor dem Stollenmundloch Füsseberg aufgestellte Grubenlok entstammt nicht Füsseberg, sondern kam ursprünglich im Bergwerk Meggen zum Einsatz.

### Förderleistung und Belegschaft
Der Preisdruck durch ausländische Erze, insbesondere die stetig fallenden Preise für Seefracht, führte zu umfangreichen Rationalisierungsmaßnahmen. Betrug die Abbauleistung 1953 noch 1,13 t Roherz pro Schicht pro Bergmann, wurde diese durch die zunehmende Mechanisierung des Abbaus in nur 6 Jahren auf 4,3 t/Mann gesteigert. Anfang 1962 war die Abbauleistung durch Verfeinerung der Maßnahmen bereits auf über 10 t Erz pro Bergmann und Schicht angewachsen. 1963 wurden in guten Gangteilen 20 bis 25 t Erz als Abbauleistung geschafft.
Die Verbundgrube hatte in diesem Zeitraum einen weitgehend konstant bleibenden Ertrag von 360.000 t Roherz pro Jahr, durch die Rationalisierung sank die Anzahl der Beschäftigten auf die Hälfte.
| Jahr                | 1953      | 1964      |
| Förderung Roherz    | 363 300 t | 357 817 t |
| Förderung Kupfererz | 53 t      | 3172 t    |
| Arbeiter unter Tage | 704       | 336       |
| Arbeiter über Tage  | 319       | 126       |
| Angestellte         | 41        | 48        |
| Gesamt-Belegschaft  | 1064      | 510       |

## Erzaufbereitung

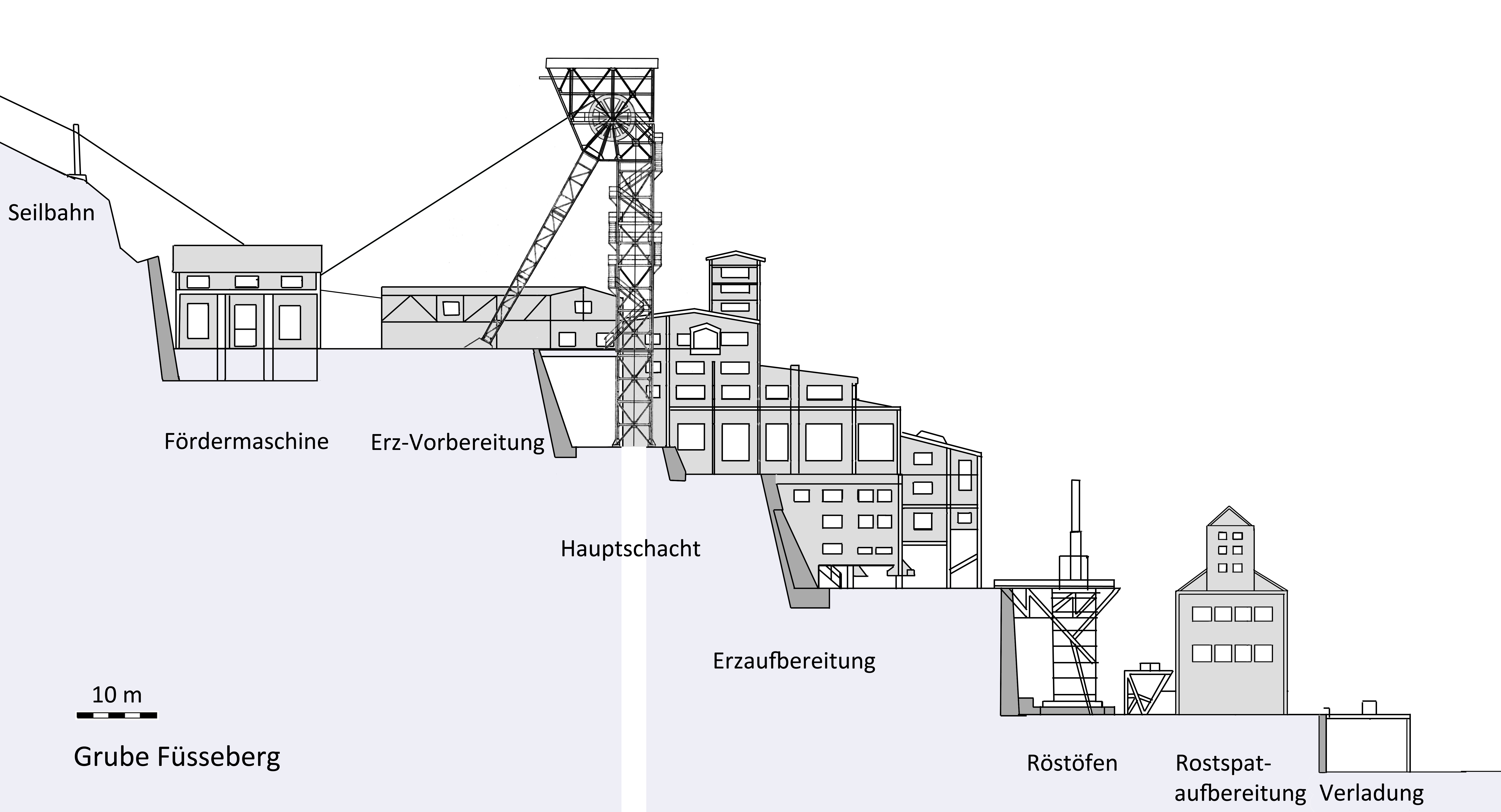
Tagesanlagen

Das abgebaute Roherz wurde in der Erzaufbereitung in einem mehrstufigen Prozess zerkleinert und in wirtschaftlich nutzbare Anteile (Spateisenstein, kupferhaltiges Roherz, pyrithaltiges Roherz) und nicht verwertbare Anteile (Berge) getrennt.

### Vorbereitung des Roherzes
Die Bereitstellung des Roherzes erfolgte entweder über die Rasenhängebank des Fördergerüstes der Grube Füsseberg, durch den Förderstollen aus der Grube Friedrich Wilhelm oder per Seilbahn aus der Grube Wolf. Mittels zweier Kreiselkipper wurden die Förderwagen entladen, Backenbrecher zerkleinerten das Roherz auf eine maximale Korngröße von 130 mm.

### Trocken-Aufbereitung

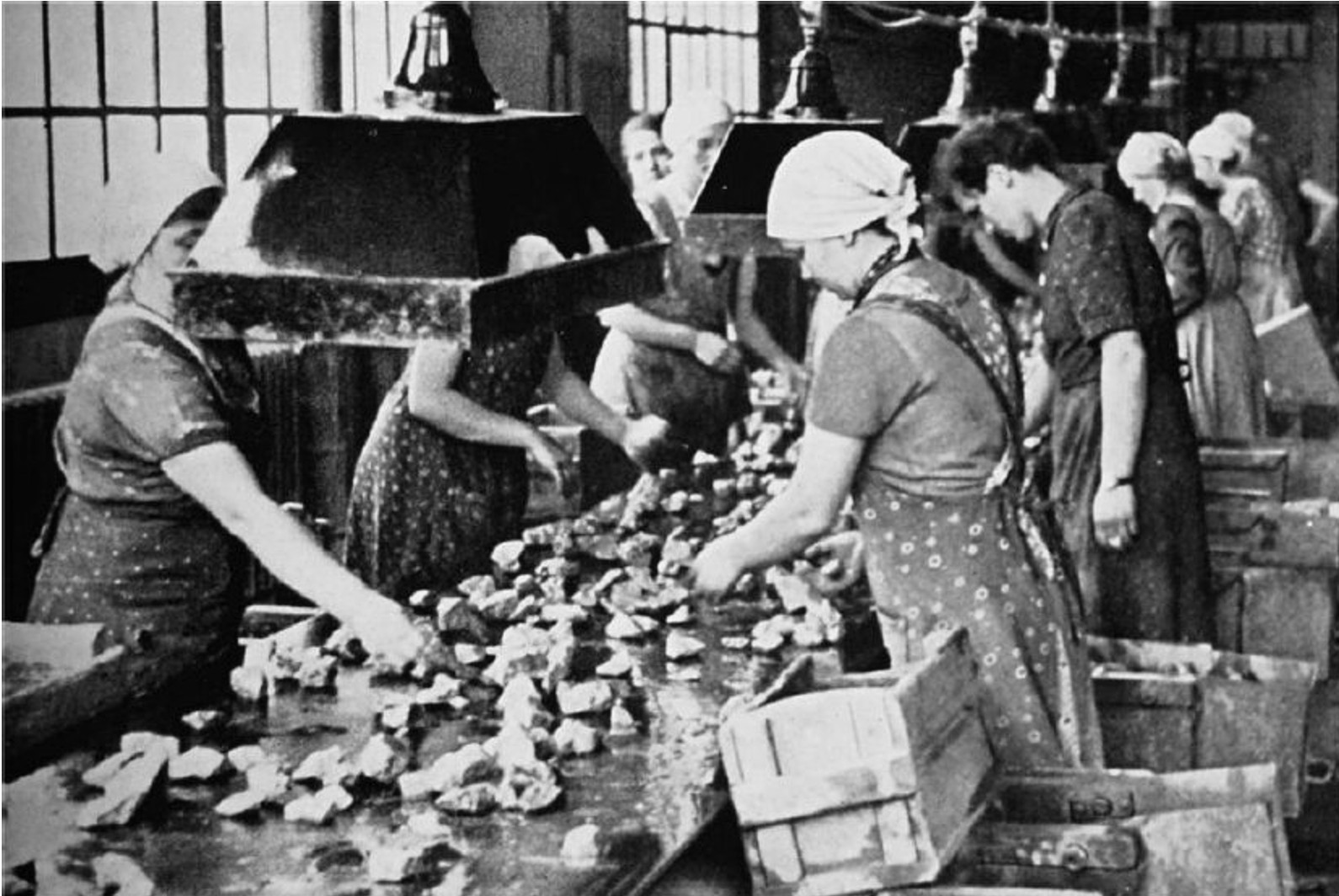
Klaubeband (Symbolbild)

In einem mehrstufigen Siebprozeß wurde eine Sortierung nach Korngrößen vorgenommen. Klassiert wurde in 7 Größenbereiche zwischen 0 mm und 130 mm. Typischerweise bestand ein Anteil von 58 Gew.-% aus Roherz-Stücken größer 45 mm, diese wurden der Klaubeanlage zugeführt. Dort sortierten an zwei je 18 m langen Förderbändern (Klaubebändern) weibliche und jugendliche Arbeitskräfte Kupfererze, pyrithaltige Erze und Berge manuell aus.

### Nass-Aufbereitung
Der restliche Anteil (42 Gew.-%) mit Roherz-Stücken kleiner 45 mm wurden der Nass-Aufbereitung zugeführt. Dort wurde unter Zugabe von Wasser mit Kolbensetzmaschinen eine automatisierte Trennung von Spateisenstein und Bergen nach ihrer Dichte vorgenommen. Spateisenstein hat eine Dichte von etwa 3,2–3,5 g/cm3, Berge 2,7 – 2,9 g/cm3. Das aus den Aufbereitungsprozessen gewonnene Erz (Rohspat) wurde mit Kipploren zur Röstanlage transportiert. Die Aufbereitungs-Anlagen hatten eine Kapazität von 150 t/h.

### Röstung
Die Röstanlage bestand aus acht 14 m hohen Röstöfen, die kontinuierlich im Betrieb waren. Diese wurden von oben mit abwechselnden Lagen aus Rohspat und Koks beschickt. Bei Temperaturen größer 550 °C fand der eigentliche Röstprozess statt. Dieser diente zum einen der Reduktion des künftigen Transportvolumens und Gewichtes durch Abspaltung von Kohlendioxid und Schwefeldioxid, zum anderen wurden durch die chemischen Prozesse die magnetische Permeabilität der eisenhaltigen Verbindungen erhöht, so dass eine Trennung durch magnetische Verfahren möglich wurde. Am unteren Ofen-Ende fiel das geröstete Erz (Röstspat) auf einen Drehteller und wurden von dort mit Wucht- bzw. Plattenförderern zur Röstspataufbereitung transportiert.

### Röstspataufbereitung
Grobkörniger Röstspat (Korngröße > 45 mm) wurde auf einem 28 m langen Förderband (Klaubeband) manuell durch Arbeitskräfte von Bergen befreit. Mittel- und feinkörniger Röstspat (< 45 mm) wurde in der Röstspataufbereitung weiter zerkleinert und einer Batterie von elektrischen Trommel-Magnetscheidern zugeführt. Diese trennten eisenhaltigen Röstspat von nichtmagnetischen Bergen. Röstung und nachgeschaltete Aufbereitung hatten eine Kapazität von 42 t/h. Das so gewonnene Hüttenerz wurde auf dem Grubengelände auf Güterzüge verladen und zu den Eisenhütten des Ruhrgebiets verbracht (im geringen Umfang auch zu Eisenhütten im Siegerland).

## Nutzung der Koordinaten offline
Zur mobilen und offline Nutzung aller Koordinaten dieser Seite: die entsprechende KML-Datei hier auf das Smartphone herunterladen.